# Cyrtandra
Cyrtandra ist eine Pflanzengattung innerhalb der Familie der Gesneriengewächse (Gesneriaceae). Sie bildet die größte Gattung der Familie Gesneriaceae. Das weite Verbreitungsgebiet erstreckt sich von Südostasien über Australien bis zu pazifischen Inseln. Die Gattung Cyrtandra enthält viele seltene, nur kleinräumig verbreitete, endemische Arten, die beispielsweise aus diesem Grund gefährdet sind.

## Beschreibung

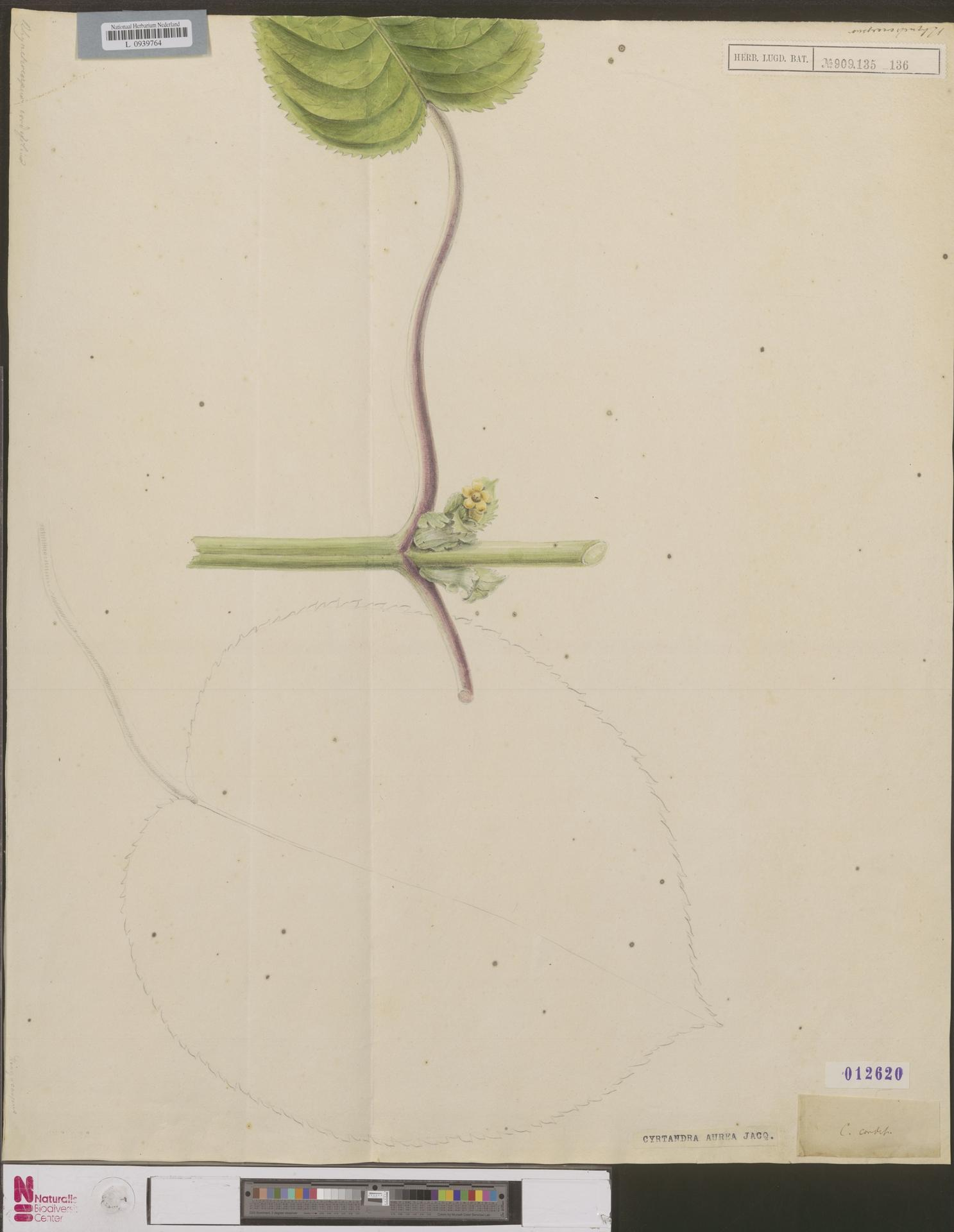
Illustration von Cyrtandra aurea

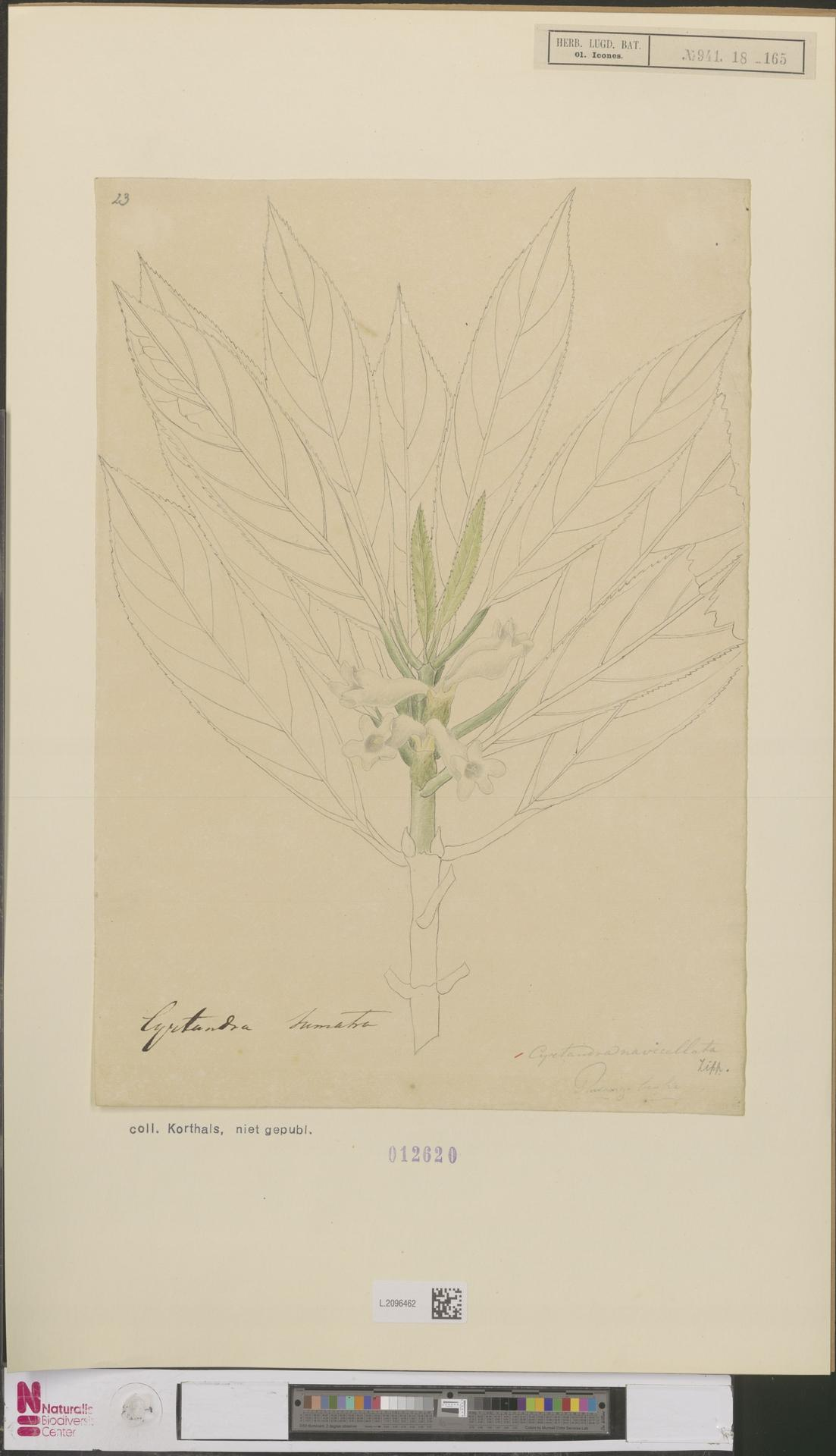
Illustration von Cyrtandra navicellata

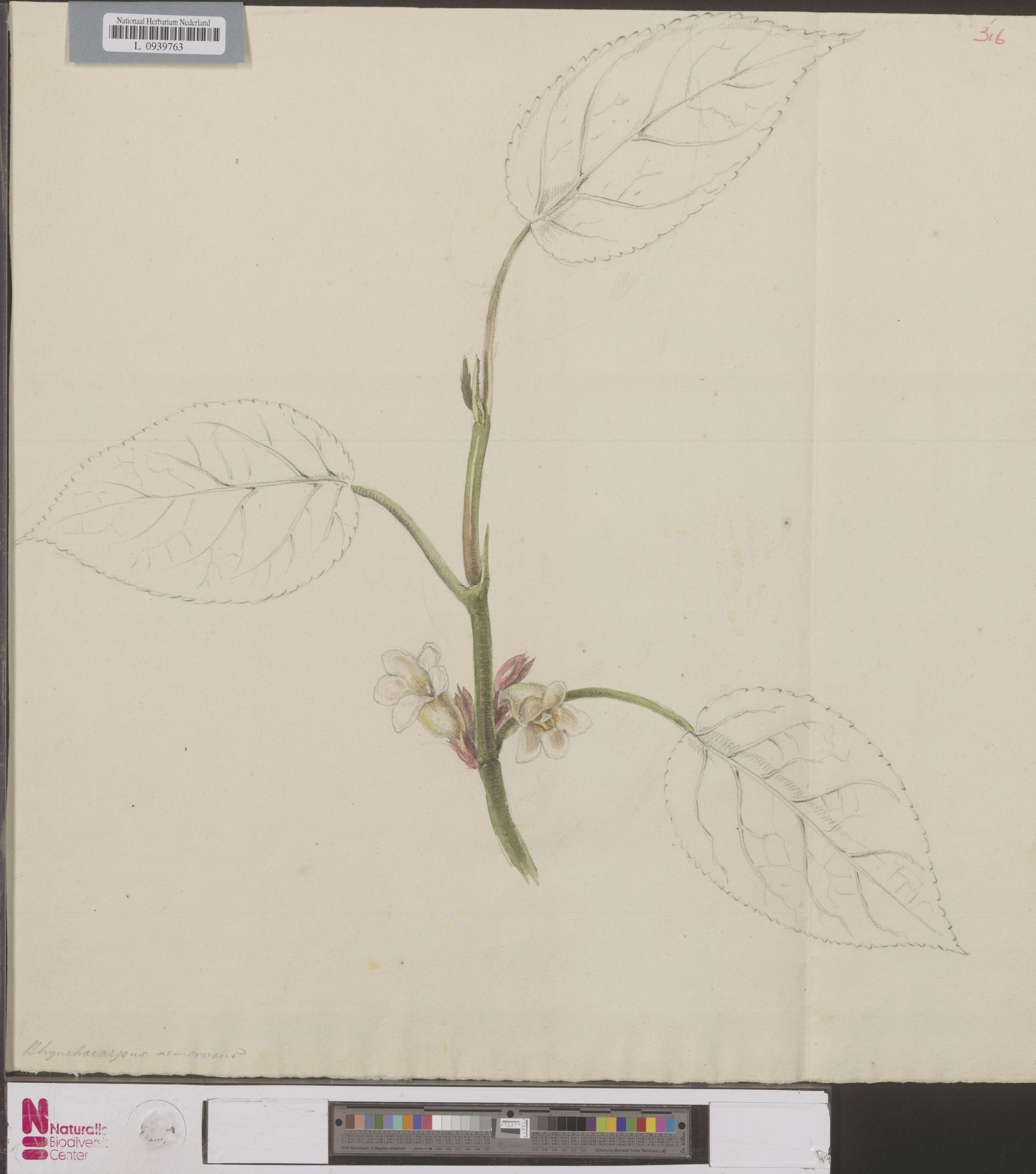
Illustration von Cyrtandra nemorosa

### Vegetative Merkmale
Je nach Cyrtandra-Art reichen Wuchsformen von ausdauernden krautigen Pflanzen bis zu Sträuchern oder selten kleinen Bäumen. Es werden keine Rhizome gebildet. Die meisten Arten gedeihen terrestrisch, manche als Epiphyten. Die verzweigten oder einfachen, meist selbständig aufrechten oder aufsteigenden Sprossachsen sind im Querschnitt rund oder kantig und verholzen bei den meisten Arten.
Es werden meist wenige Laubblätter gegenständig und in Wirteln, selten wechselständig an der Sprossachse verteilt, gebildet. Bei gegenständigen Laubblättern können innerhalb eines Paares beide gleich oder verschieden sein. Es gibt alle Übergänge von Isophyllie bis extremer Anisophyllie. Im extremsten Fall von Anisophyllie ist das kleine Blatt eines Paares zu einer winzigen, dreieckigen Schuppe reduziert (beispielsweise Cyrtandra dispar, Cyrtandra baileyi). Die Laubblätter sind in einen kurzen bis langen Blattstiel und Blattspreite gegliedert. Die Form der Blattspreiten ist variabel und reicht von schmal-lanzettlich bis fast kreisförmig. Der Blattrand ist glatt oder gezähnt. Es liegt Fiedernervatur vor. Die Basis der Blattspreiten ist spitz zulaufend bis keilförmig oder selten herzförmig. Je nach Art sind die Blattspreiten kahl bis dicht, weich, zottig oder seidig behaart. Ein wichtiges anatomisches Merkmal vieler Arten ist das Vorhandensein von Sklereiden (Osteo- und/oder Astrosclereiden) in der Hypodermis und im Mesophyll der Laubblätter.

### Blütenstände und Blüten
Die Blütenstandsschäfte sind kurz bis lang. Die seitenständigen oder selten kaulifloren Blütenstände können im oberen oder unteren (manchmal unbeblätterten) Teil der Sprossachsen stehen oder manchmal entspringen sie unterirdisch. Die Blüten stehen einzeln oder zu mehreren bis vielen locker oder dicht in zymösen Blütenstände. Es sind zwei gegenständige Tragblätter vorhanden oder sie fehlen. Die Deckblätter sind meist frei oder sind selten verwachsen und bilden einen auffälligen Becher.
Die zwittrigen Blüten sind meist fünfzählig und radiärsymmetrisch bis zygomorph mit doppelter Blütenhülle. Die meist fünf haltbaren oder abfallenden Kelchblätter sind frei oder verwachsen. Der Blütenkelch ist manchmal zweilippig. Der Kelch endet in zwei bis fünf, selten sechs gleichen oder ungleichen Kelchlappen. Die Farbe der Kronblätter ist meist hell, bei vielen Arten weiß bis gelb, nur wenige Arten sind orangefarben, grün, rötlich über rosa- bis purpurfarben. Die meist fünf Kronblätter sind glocken-, röhren-, trichter- oder stieltellerförmig verwachsen. Die Kronröhre ist meist viel länger als die Kronlappen. Die Blütenkrone ist innen kahl bis flaumig behaart. Die Blütenkrone ist zweilippig. Die zweilappige Oberlippe ist kürzer bis fast so lang wie die dreilappige Unterlippe. Bei der Unterlippe sind alle drei Kronlappen gleich lang oder der mittlere Lappen ist länger als die seitlichen. Die Kronlappen besitzen ein gerundetes bis stumpfes, selten spitzes oberes Ende. Die zwei oder drei Staminodien sind mit der Oberseite der Kronröhre verwachsen. Es sind meist nur zwei fertile Staubblätter vorhanden, selten sind es (bei Arten der früheren Gattungen Protocyrtandra sowie Cyrtandroidea) vier. Die Staubfäden sind auf der Höhe der Mitte an der Unterseite der Kronröhre verwachsen. Die Staubblätter überragen die Blütenkrone meist nicht. Die basifixen bis dorsifixen Staubbeutel hängen zusammen oder sind frei und öffnen sich mit einem Längsschlitz. Die Theken sind meist fast parallel. Der Diskus ist ringförmig oder selten becherförmig und produziert Nektar; oft ist er auch noch auf der Frucht erkennbar. Der oberständige, einkammerige Fruchtknoten ist eiförmig bis länglich. Die zwei Plazenten ragen zweispaltig, zurückgekrümmt nach innen. Der Griffel ist kurz oder lang. Die ungeteilte oder manchmal zweilappige Narbe ist kopfig bis eiförmig verkehrt-dreieckig.

### Früchte und Samen
Die je nach Art fleischigen (Arten des östlichen Pazifikraumes), ledrigen oder hartwandigen (Arten im westlichen Verbreitungsgebiet) Beeren sind eiförmig bis länglich oder kugelig. Falls der haltbare Blütenkelch vorhanden ist, ist er etwas kürzer bis länger als die Beere. Die winzigen Samen besitzen keine Anhängsel.

### Chromosomensätze
Die Chromosomenzahl beträgt 2n = 34, vielleicht selten 2n = 32.

## Ökologie
Bei manchen Arten in Borneo sowie Sulawesi entspringen die Blütenstände an der Stängelbasis und die Blütenstandsschäfte verlängern sowie krümmen sich und erreichen so den Boden; bei anderen Arten bilden sich die Blüten im Untergrund (beispielsweise Cyrtandra rhizantha); dies nennt man Geoflorie. Die meist hellblütigen Arten werden vermutlich durch Bienen bestäubt (Melittophilie). Die wenigen Arten mit roten oder rötlichen Blüten (beispielsweise Cyrtandra clarkei) werden wohl durch Vögel bestäubt (Ornithophilie). Über die Ausbreitung der hartschaligen Früchte ist nichts bekannt, aber die fleischigen Beeren werden sicher durch Vögel ausgebreitet.

## Standorte
Die meisten Cyrtandra-Arten gedeihen im Tiefland- und Bergregenwald. Die überwiegende Zahl an Arten kommt in Regenwäldern vor, dagegen gibt es in saisonal trockenen bis ganzjährig trockenen Gebieten keine Arten.

## Gefährdung
Viele Cyrtandra-Arten sind seltene, nur kleinräumig verbreitete Endemiten. Sie kommen oft nur auf einer Insel vor und dort auch manchmal nur in einem kleinen Gebiet. Viele Arten sind gefährdet. Mindestens eine Art ist in der Natur ausgestorben. Einige Arten gelten als „Critically Endangered“ = „vom Aussterben bedroht“.

## Systematik und Verbreitung
Die Gattung Cyrtandra wurde 1776 durch Johann Reinhold Forster und seinen Sohn Georg Forster in Characteres Generum Plantarum:quas in itinere ad insulas maris Australis, collegerunt, descripserunt, delinearunt, annis 1772-1775 2. Auflage Seite 5 aufgestellt. Als Lectotypusart wurde 1966 Cyrtandra biflora J.R.Forst. & G.Forst. durch Harold St. John (1892–1991) in Bernice P. Bishop Museum Bulletin, Volume 229, S. 3–5 festgelegt. Der Gattungsname Cyrtandra leitet sich von den griechischen Wörtern κυρτος, kyrtos für gebogen, gewunden und ανδρος, andros für männlich ab; dies bezieht sich auf die gekrümmten Staubfäden der Staubblätter. Synonyme für Cyrtandra J.R.Forst. & G.Forst. sind: Rhynchocarpus Blume, Whitia Blume, Getonia Banks & Sol., Cyrtandropsis Lauterb., Protocyrtandra Hosok., Cyrtandroidea F.Br. und vielleicht Sepikea Schltr.
Das Verbreitungsgebiet der Gattung Cyrtandra reicht von den Nikobaren und südlichen Thailand über Malesien und den südlichen pazifischen Inseln bis zu den Inseln Hawaiis. Auf den Salomonen gibt es 24 bis 26 Arten. Seit 2013 gibt es auf den Marquesas 11 Arten. Seit 2014 sind Sulawesi 17 Arten beschrieben. Die nördlichsten Vorkommen befinden sich auf einer Insel Taiwans (Cyrtandra umbellifera) und auf den Ryūkyū-Inseln (Cyrtandra yaeyamae). Zentren der Artenvielfalt sind Borneo, Neuguinea und die Pazifischen Inseln; oder anderen Autoren schreiben, dass Zentren der Artenvielfalt in Südostasien und Malesien liegen. Cyrtandra ist die artenreichste Gattung der Familie Gesneriaceae und in der Alten Welt, die mit dem weitesten Verbreitungsgebiet.
Die Gattung Cyrtandra wurde durch Clarke 1883 (mit damals nur 157 bekannten Arten) in zwei Untergattungen und 13 Sektionen gegliedert. Diese Gliederung spiegeln aber keine natürlichen Verwandtschaftsgruppen wider und ist deshalb derzeit so nicht anerkannt. Eine Neugliederung dieser Gattung ist dringend erforderlich.
Etwa 600 Arten sind beschrieben, und es werden oft noch neue Arten entdeckt. Doch ist auch nicht jeder beschriebene Name auch akzeptiert. Es gibt eine große Zahl an Synonymen. Beispielsweise gibt es in Hawaii 514 Taxonnamen, aber nur 58 akzeptierte Arten; viele Namen wurden für Taxa vergeben, die Hybriden darstellen, von denen es teilweise nur wenige Exemplare gibt in Gebieten, in denen sich Arten überlappen (siehe auch unten die Auflistung der Synonyme von Hybriden).
Es gibt 450 bis 600 Arten:

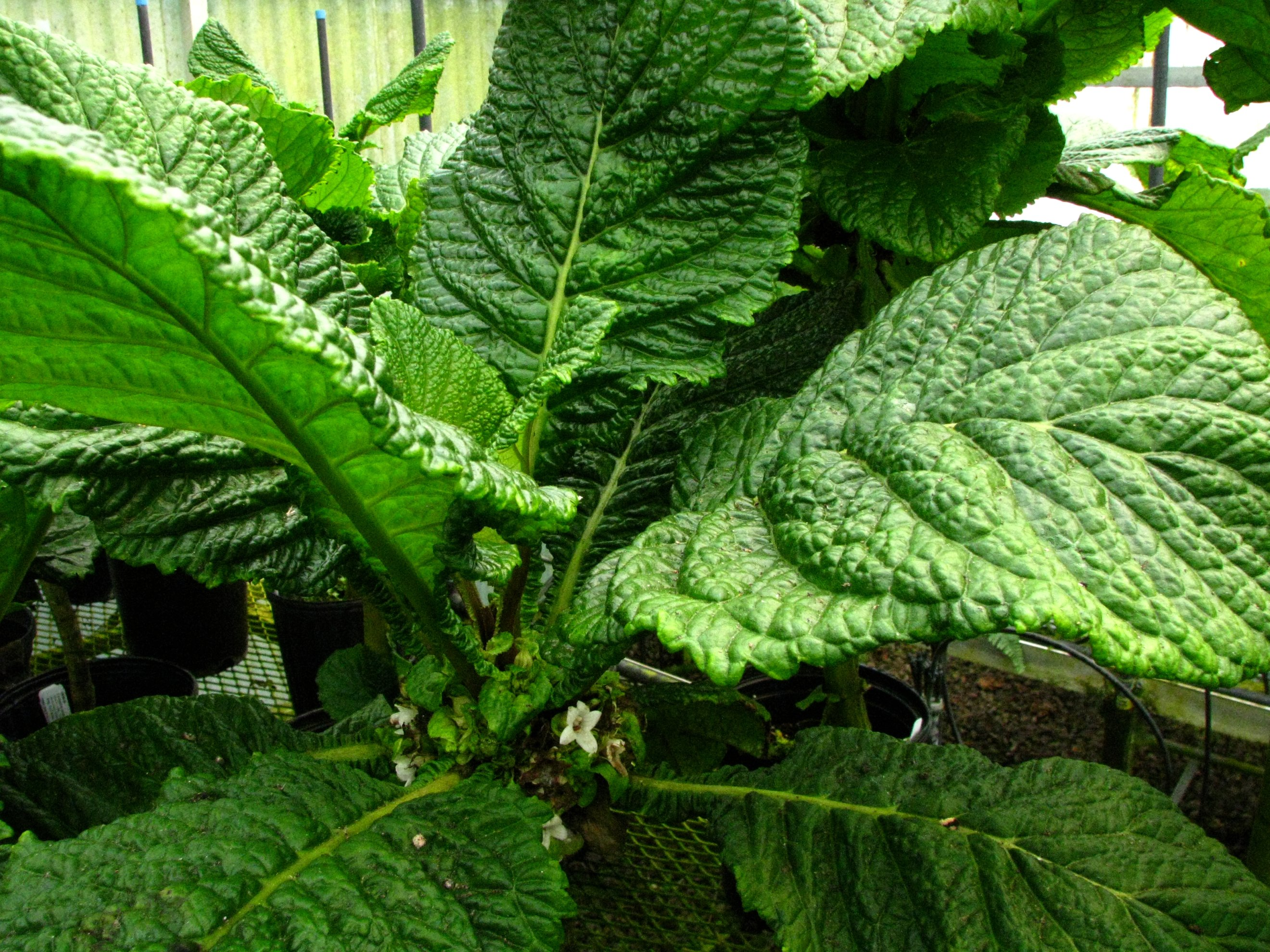
Habitus, Laubblätter und Blüten von Cyrtandra cyaneoides

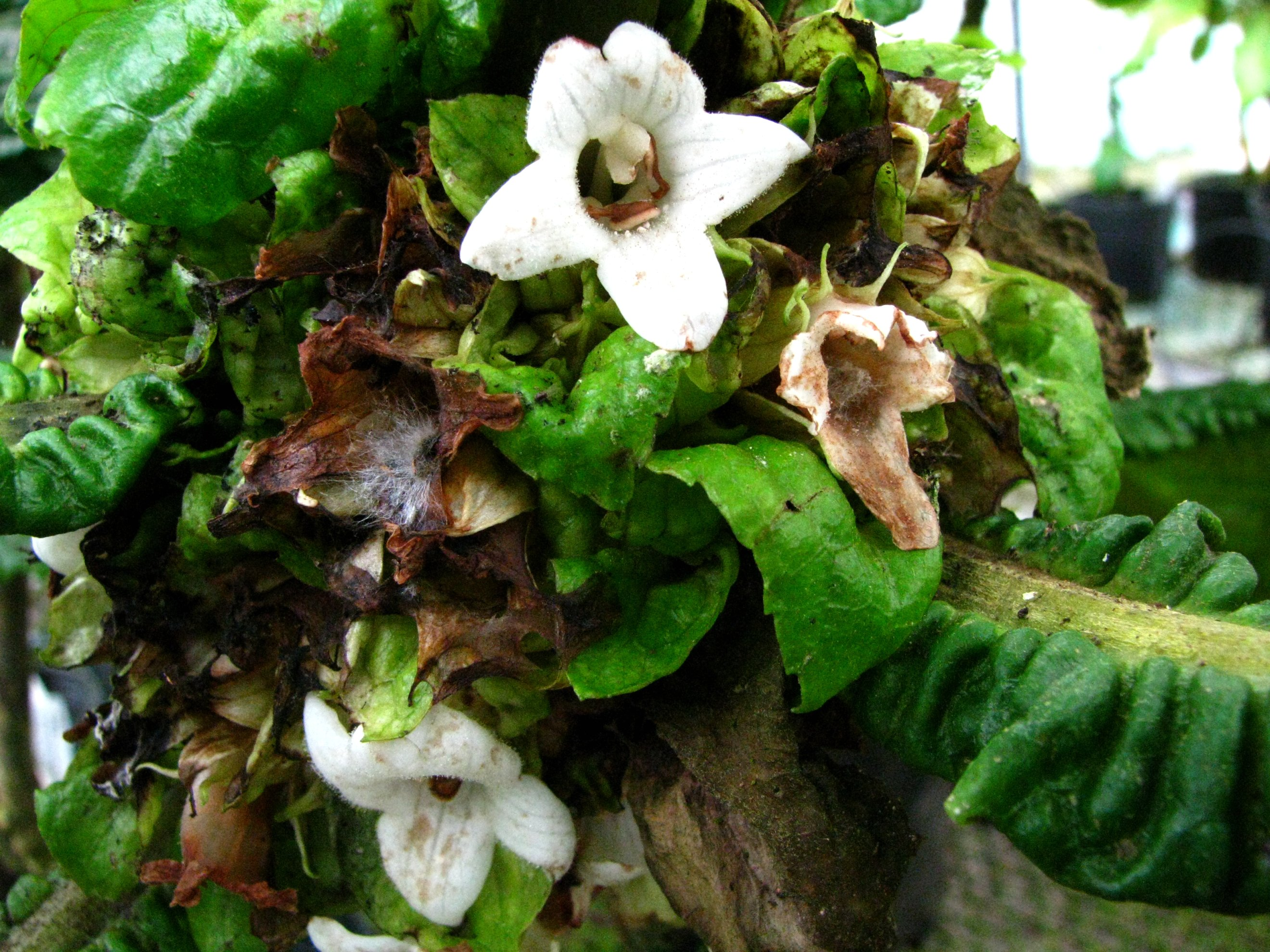
Zygomorphe, fünfzählige Blüten von Cyrtandra cyaneoides

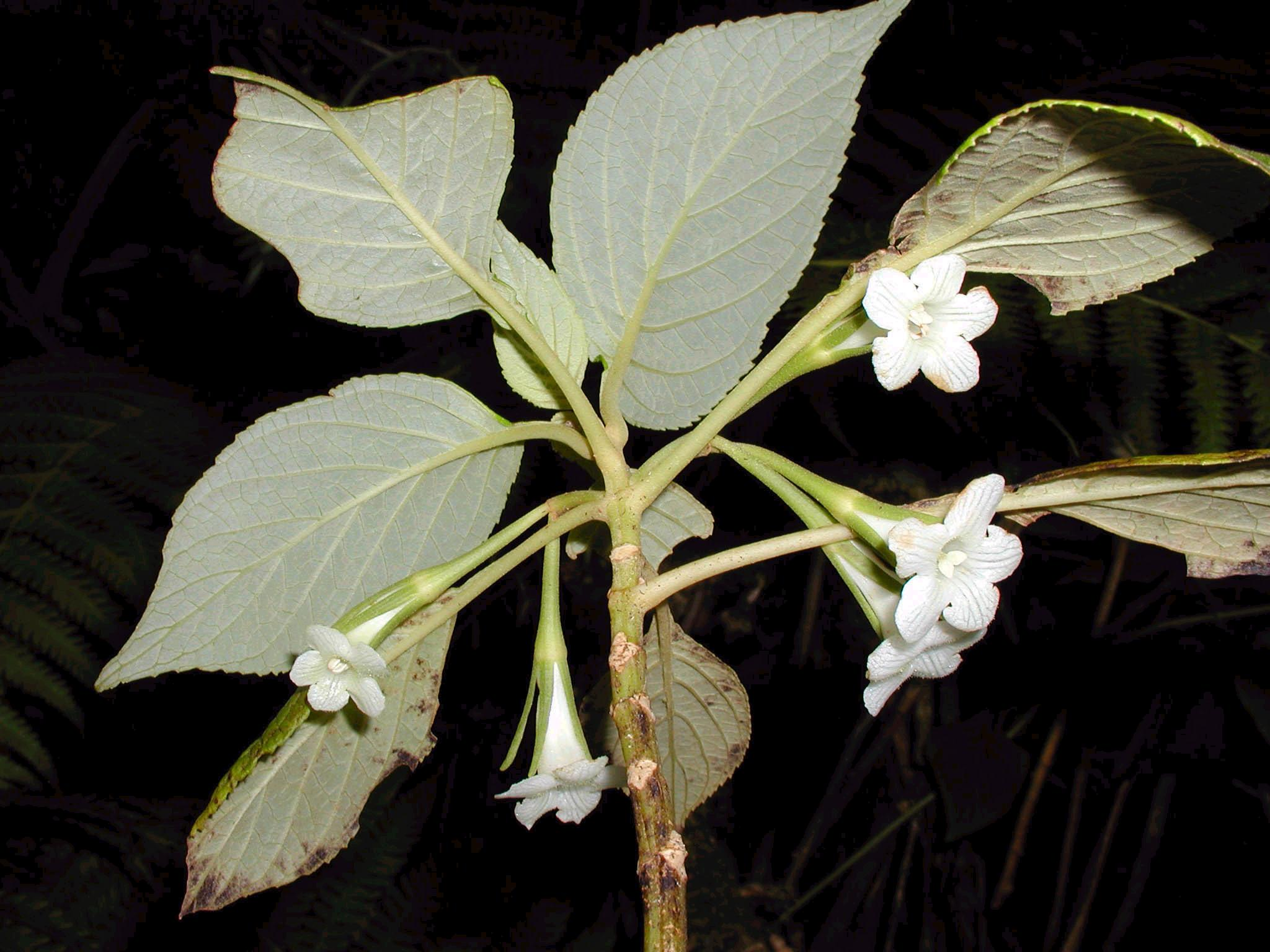
Blattunterseiten und zygomorphe, fünfzählige Blüten von Cyrtandra gracilis

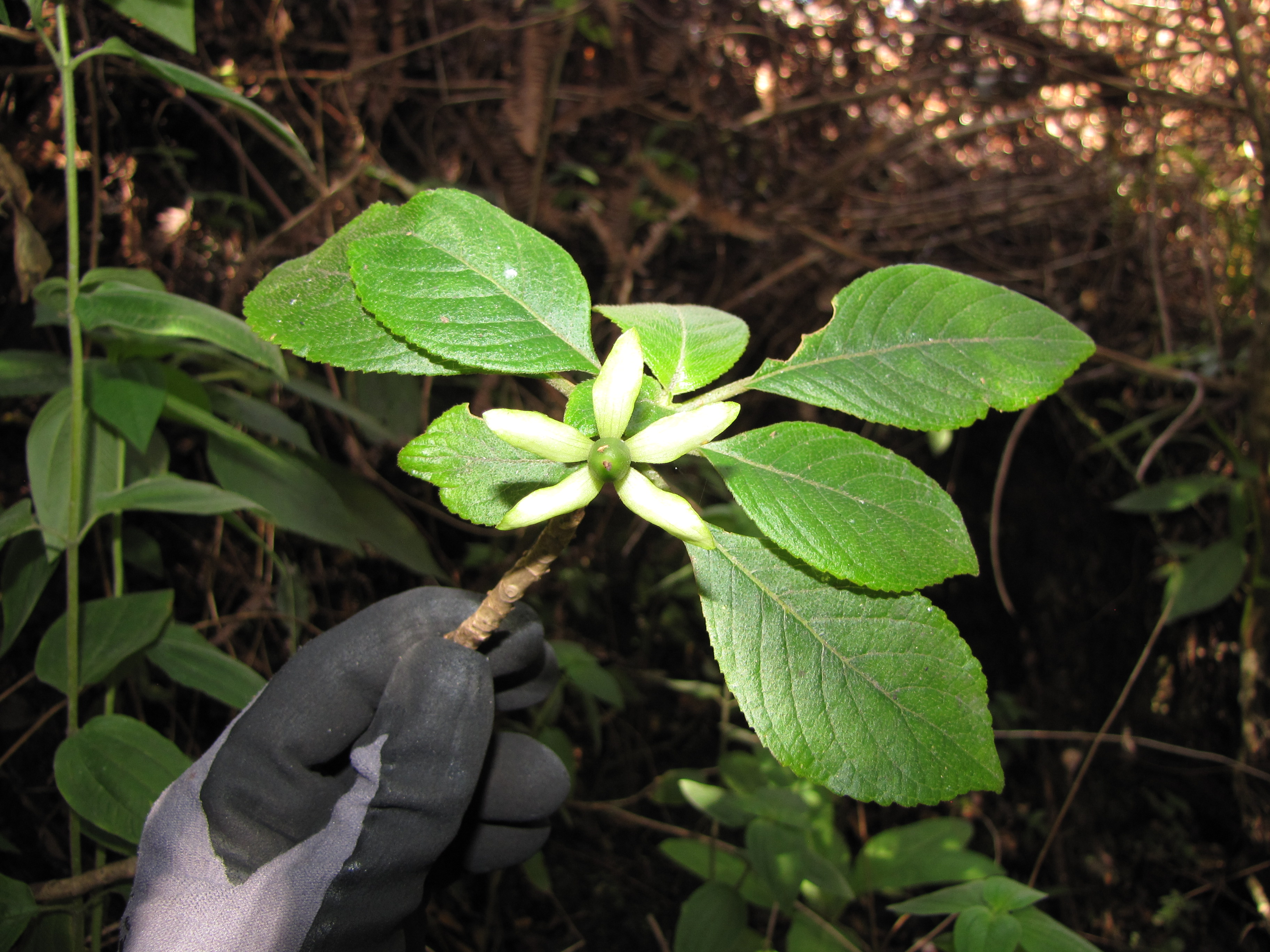
Cyrtandra grayi

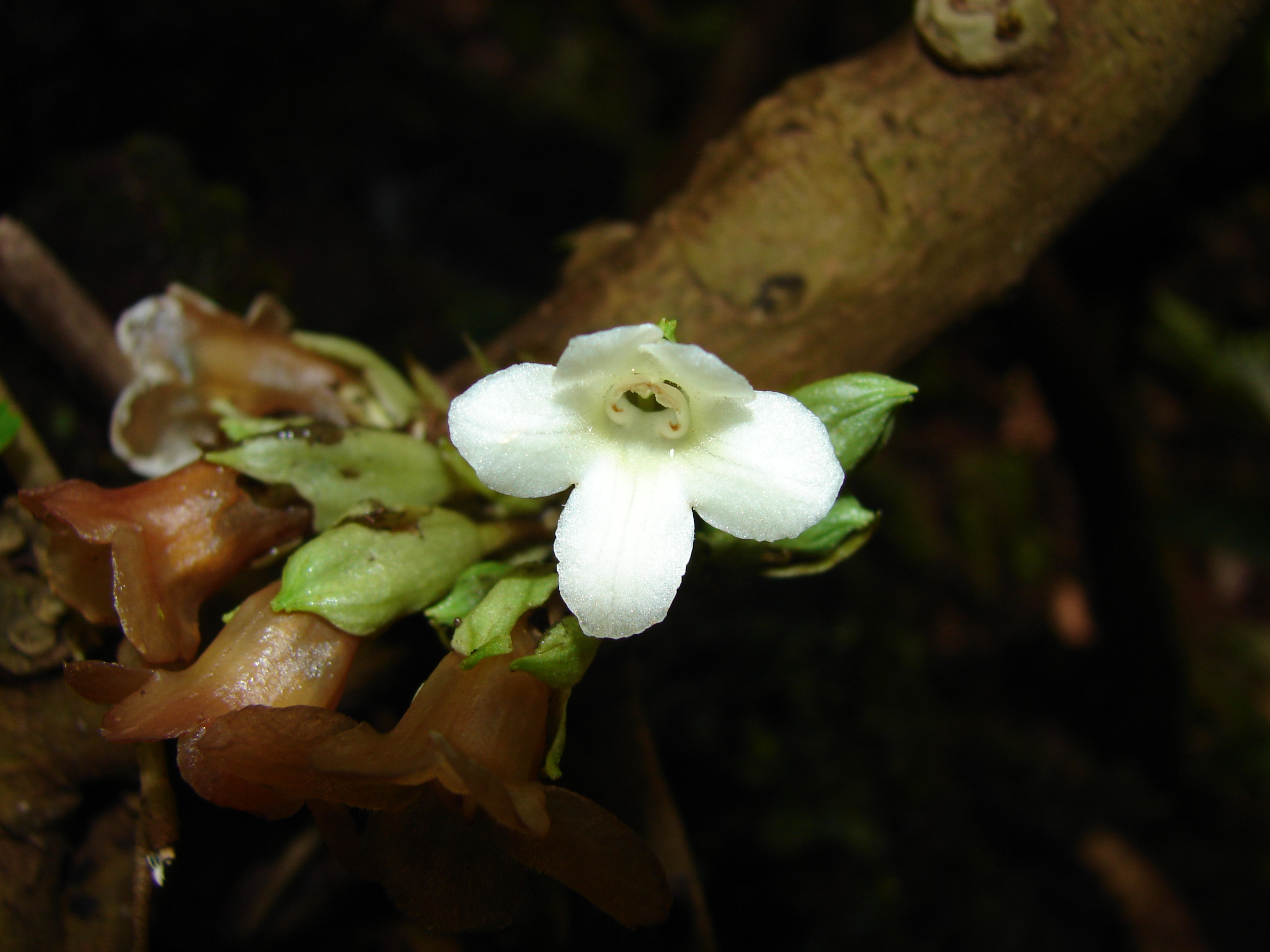
Blüte in einem kaulifloren Blütenstand von Cyrtandra kaulantha

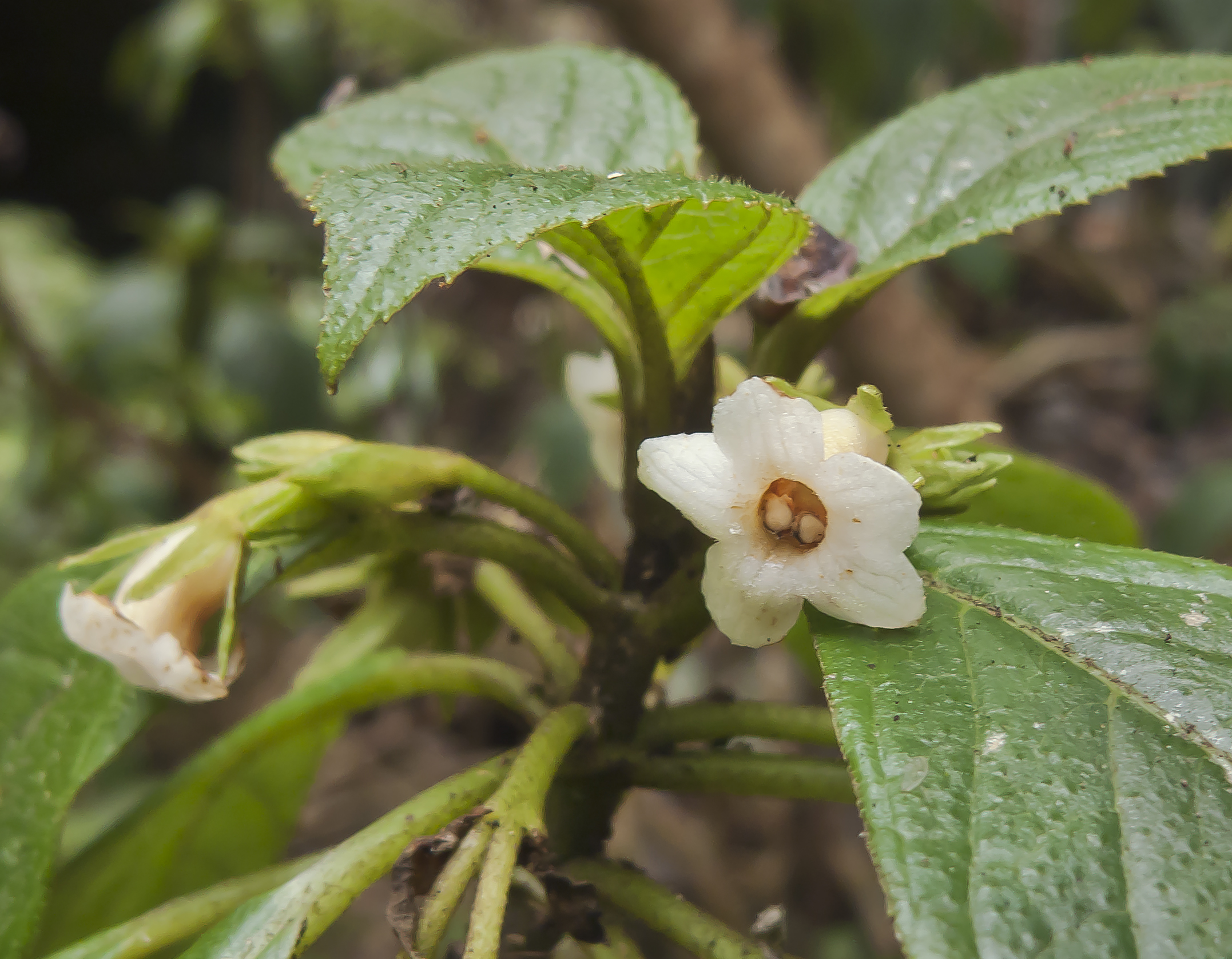
Cyrtandra menziesii

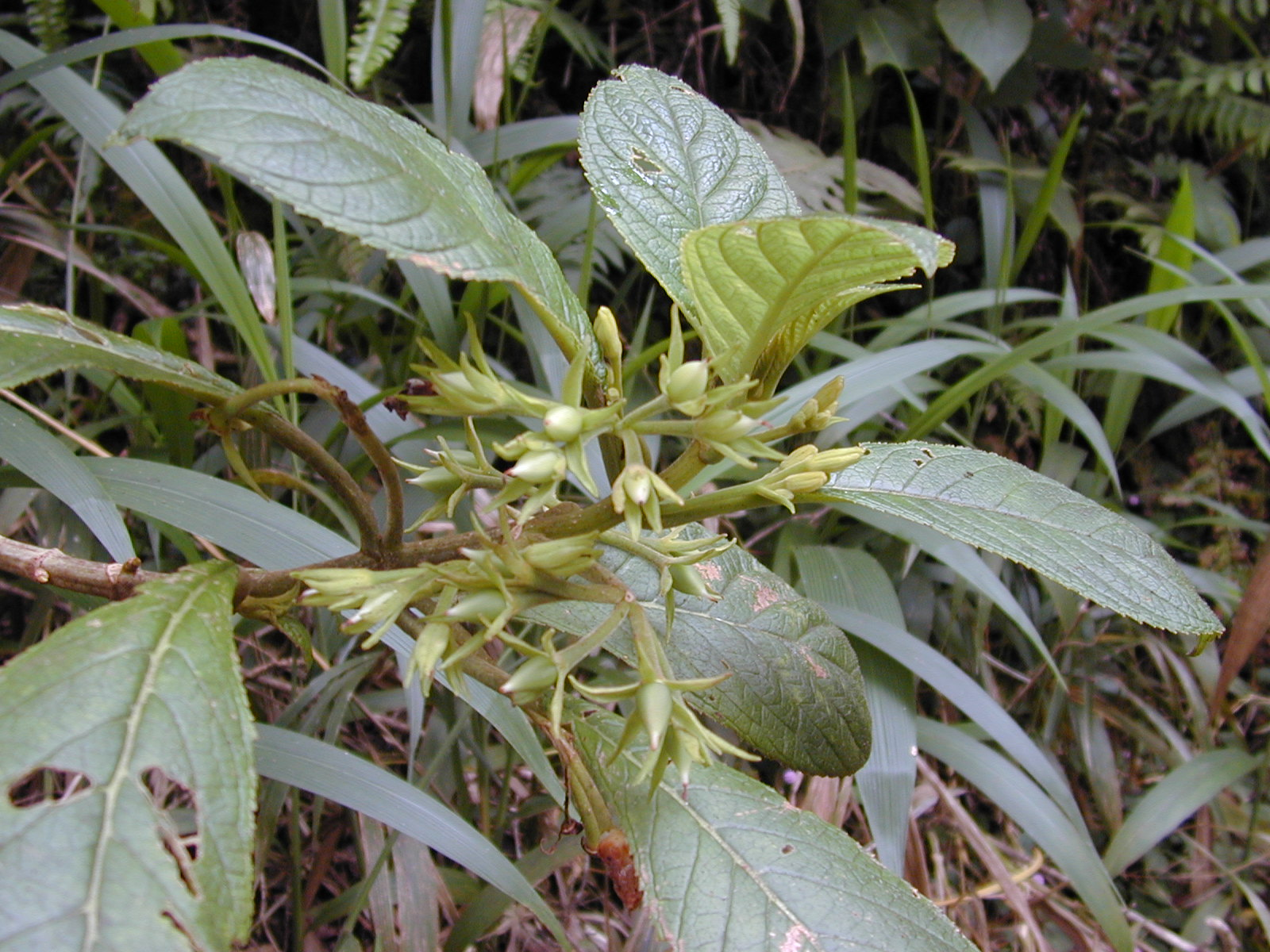
Zweig mit Laubblättern und Blütenstand mit fünfzähligen Blüten nach der Anthese von Cyrtandra platyphylla

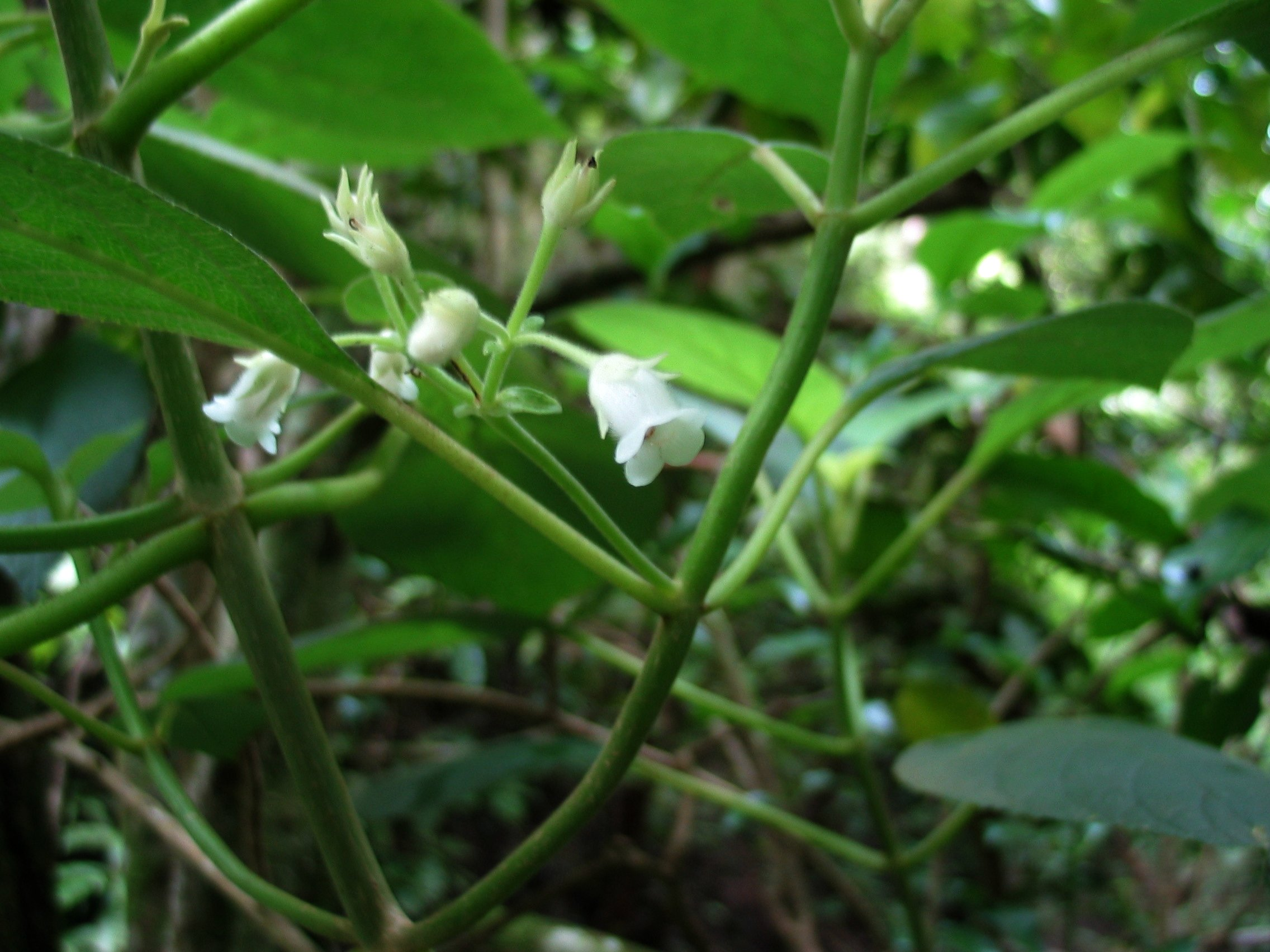
Cyrtandra waianaeensis

- Cyrtandra aclada Merr.: Sie kommt auf den Philippinen nur auf Mindanao vor.[14]
- Cyrtandra acutangula Seem. (Syn.: Cyrtandra acutangula Seem. nom. nud., Cyrtandra acutangula Seem. ex A.Gray nom. nud., Cyrtandra utriculosa C.B.Clarke): Dieser Endemit der Fidschi-Inseln kommt nur auf Viti Levu vor.[14]
- Cyrtandra adnata B.L.Burtt: Dieser Endemit kommt nur auf Sabah vor.[14]
- Cyrtandra aeruginosa Quisumb.: Dieser Endemit kommt nur auf der philippinischen Insel Luzon vor.[14]
- Cyrtandra agrihanensis T.Ohba: Dieser Endemit der nördlichen Marianen kommt nur auf Agrihan vor.[14]
- Cyrtandra agusanensis Elmer: Sie kommt auf den Philippinen nur auf Mindanao vor.[14]
- Cyrtandra albertisii C.B.Clarke: Sie kommt in Neuguinea vor.[14]
- Cyrtandra albibracteata B.L.Burtt: Dieser Endemit kommt nur in Sarawak vor.[14]
- Cyrtandra aloisiana A.C.Sm.: Dieser Endemit der Fidschi-Inseln kommt nur auf Viti Levu vor.[14]
- Cyrtandra alvarezii Merr.: Sie kommt auf den Philippinen nur auf Mindanao vor.[14]
- Cyrtandra amicta A.C.Sm.: Dieser Endemit der Fidschi-Inseln kommt nur auf Viti Levu vor.[14]
- Cyrtandra ammitophila B.L.Burtt: Sie kommt nur in Sarawak sowie Brunei vor.[14]
- Cyrtandra ampla C.B.Clarke (Syn.: Cyrtandra grandis var. ampla (C.B.Clarke) Bakh. f.) Sie kommt in Sumatra und vielleicht Java vor.[14]
- Cyrtandra amplifolia Schlechter: Sie kommt in Papua-Neuguinea vor.[14]
- Cyrtandra andersonii B.L.Burtt: Dieser Endemit kommt nur in Sarawak vor.[14]
- Cyrtandra aneiteensis C.B.Clarke: Sie kommt in Vanuatu nur auf den Inseln Erromango sowie Aneityum vor.[14]
- Cyrtandra angularis Elmer: Dieser Endemit kommt in Sabah auf Mindanao vor.[14]
- Cyrtandra angustielliptica Hilliard & B.L.Burtt: Dieser Endemit kommt nur in Sarawak vor.[14]
- Cyrtandra angustivenosa Rech.: Sie kommt in Samoa nur auf den Inseln Savaii, Upolu sowie Olosega vor.[14]
- Cyrtandra anisophylla C.B.Clarke: Dieser Endemit kommt nur auf Sumatra vor.[14]
- Cyrtandra anisopoda Kraenzl.: Dieser Endemit kommt nur in Borneo nur in Samarinda vor.[14]
- Cyrtandra anthropophagorum Seem. ex A.Gray (Syn.: Cyrtandra anthropophagorum Seem. non Seem. ex A.Gray, Cyrtandra anthropophagorum var. obscura C.B.Clarke, Cyrtandra anthropophagorum Seem. nom. nud., Cyrtandra buttii Horne ex C.B.Clarke, Cyrtandra buttii Horne nom. nud.): Dieser Endemit der Fidschi-Inseln kommt nur auf Viti Levu sowie Ovalau vor.[14]
- Cyrtandra antoniana Elmer: Dieser Endemit kommt auf den Philippinen nur in Negros vor.[14][3]
- Cyrtandra antuana B.L.Burtt: Sie kommt nur in Sarawak vor.[14]
- Cyrtandra apaensis B.L.Burtt: Sie kommt nur in Sarawak vor.[14]
- Cyrtandra apiculata C.B.Clarke (Syn.: Cyrtandra pendula Nadeaud non Blume): Sie kommt nur auf Tahiti vor.[14]
- Cyrtandra apoensis Elmer: Sie kommt auf den Philippinen nur auf Mindanao vor.[14]
- Cyrtandra arachnoidea Hilliard & B.L.Burtt: Sie kommt nur in Sabah vor.[14]
- Cyrtandra arborescens Blume:
  - Cyrtandra arborescens Blume var. arborescens: Sie kommt in Java und Sulawesi vor.[14]
  - Cyrtandra arborescens var. tesselata C.B.Clarke: Dieser Endemit in Indonesien kommt nur in Halmahera vor.[14]
- Cyrtandra areolata (Stapf) B.L.Burtt:[14]
  - Cyrtandra areolata (Stapf) B.L.Burtt var. areolata (Syn.: Didymocarpus areolatus Stapf): Sie kommt nur in Sabah vor.[14]
  - Cyrtandra areolata var. grandis B.L.Burtt: Sie kommt nur in Sabah vor.[14]
- Cyrtandra arfakensis Schlechter (Syn.: Cyrtandra arfakensis Schlechter nom. nud.): Sie kommt nur in Irian Jaya vor.[14]
- Cyrtandra argentata B.L.Burtt:
  - Cyrtandra argentata B.L.Burtt subsp. argentata (Syn.: Cyrtandra argentea B.L.Burtt): Sie kommt nur in Sarawak vor.[14]
  - Cyrtandra argentata subsp. latifolia B.L.Burtt: Sie kommt nur in Sarawak vor.[14]
- Cyrtandra asikii Hilliard & B.L.Burtt: Sie kommt nur in Sabah vor.[14]
- Cyrtandra atherocalyx Gillett: Sie kommt im Bismarck-Archipel und auf den Salomonen vor.[14]
- Cyrtandra athrocarpa B.L.Burtt: Sie kommt in Sarawak sowie Brunei vor.[14]
- Cyrtandra atrichoides Hilliard & B.L.Burtt: Sie kommt nur in Sarawak vor.[14]
- Cyrtandra atrichos C.B.Clarke: Sie kommt nur in Sarawak vor.[14]
- Cyrtandra atropurpurea Merr.: Sie kommt nur auf der philippinischen Insel Luzon vor.[14]
- Cyrtandra attenuata Elmer (Syn.: Cyrtandra stenophylla Kraenzl.): Sie kommt auf den Philippinen nur in Negros sowie Panay vor.[14]
- Cyrtandra augustii Schlechter (Syn.: Cyrtandra augustii Schlechter nom. nud.): Sie kommt in Neuguinea vor.[14]
- Cyrtandra aundensis P. van Royen: Sie kommt in Neuguinea vor.[14]
- Cyrtandra aurantiaca B.L.Burtt: Sie kommt nur in Sabah vor.[14]
- Cyrtandra aurantiicarpa Gillett: Dieser Endemit kommt in Samoa nur auf der Insel Savaii vor.[14]
- Cyrtandra aurea Jack (Syn.: Cyrtandra cordifolia De Vriese non Gaudichaud, Cyrtandra velutina C.B.Clarke nom. nud. pro syn., Rhynchocarpus cordifolius Blume nom. nud.): Sie kommt auf Java und vielleicht Sumatra vor.[14]
- Cyrtandra aureo-sericea Kanehira & Hatusima: Dieser Endemit kommt nur in Irian Jaya vor.[14]
- Cyrtandra aureotincta Bramley & Cronk: Sie kommt nur auf Sumatra vor.[14]
- Cyrtandra auriculata C.B.Clarke: Dieser Endemit kommt nur auf der philippinischen Insel Luzon vor.[14]
- Cyrtandra axillantha K.Schum.: Sie kommt in Papua-Neuguinea vor.[14]
- Cyrtandra axillaris C.B.Clarke (Syn.: Cyrtandra dajakorum Kraenzl., Cyrtandra latens C.B.Clarke): Sie kommt in Sarawak und Kalimantan vor.[14]
- Cyrtandra baileyi F.Muell.: Dieser Endemit kommt nur im nördlichen Teil des australischen Bundesstaates Queensland vor.[14]
- Cyrtandra banyingii Hilliard & B.L.Burtt: Dieser Endemit kommt nur in Sarawak vor.[14]
- Cyrtandra barnesii Merr.: Dieser Endemit kommt nur auf der philippinischen Insel Luzon vor.[14]
- Cyrtandra basiflora C.B.Clarke: Sie kommt in Sarawak sowie Brunei vor.[14]
- Cyrtandra bataanensis Kraenzl.: Sie kommt nur auf den philippinischen Inseln Luzon sowie Mindoro vor.[14]
- Cyrtandra beamanii B.L.Burtt: Dieser Endemit kommt nur in Sabah vor.[14]
- Cyrtandra beccarii C.B.Clarke: Sie kommt nur in Sumatra vor.[14]
- Cyrtandra beckmannii Reinecke: Dieser Endemit kommt Samoa nur auf der Insel Tutuila vor.[14]
- Cyrtandra begonioides Schlechter: Sie kommt in Papua-Neuguinea vor.[14]
- Cyrtandra behrmanniana Schlechter: Sie kommt in Papua-Neuguinea vor.[14]
- Cyrtandra benaratica B.L.Burtt: Dieser Endemit kommt nur in Sarawak vor.[14]
- Cyrtandra benguetiana Kraenzl.: Dieser Endemit kommt nur auf der philippinischen Insel Luzon vor.[14]
- Cyrtandra bicolor Jack: Über ihre Herkunft ist nichts genaues bekannt, vielleicht kommt sie in Indonesien oder Malaysia vor.[14]
- Cyrtandra bidwillii C.B.Clarke (Syn.: Cyrtandra bidwillii var. fascicularis C.B.Clarke, Cyrtandra biflora Hook. & Arn. non Forster & Forster): Sie kommt auf den Gesellschaftsinselnd Tahiti sowie Moorea vor.[14]
- Cyrtandra biflora J.R.Forst. & G.Forst. (Syn.: Besleria biflora (J.R.Forst. & G.Forst.) J.R.Forst. & G.Forst., Besleria biflora (J.R.Forst. & G.Forst.) G.Forst., Cyrtandra biflora var. evolutior C.B.Clarke, Cyrtandra glabra Solander ex C.B.Clarke nom. nud. pro syn., Cyrtandra parksii Setchell): Dieser Endemit kommt nur auf Tahiti vor.[14]
- Cyrtandra biserrata Hillebrand (Syn.: Cyrtandra acriserrata H.St.John, Cyrtandra hemisphaerica H.St.John, Cyrtandra higashinoi H.St.John, Cyrtandra ustulata H.St.John nom. illeg., Cyrtandra vestigii H.St.John): Dieser Endemit in Hawaii kommt nur auf der Insel Molokaʻi vor.[14][9]
- Cyrtandra bismarckiensis Schlechter: Sie kommt in Papua-Neuguinea vor.[14]
- Cyrtandra bracheia B.L.Burtt: Dieser Endemit kommt nur in Sarawak vor.[14]
- Cyrtandra bracteata Warburg: Sie kommt in Papua-Neuguinea vor.[14]
- Cyrtandra brevicaulis Ridley: Sie kommt in Sumatra vor.[14]
- Cyrtandra breviflora Gillett: Dieser Endemit in Vanuatu kommt nur auf der Insel Tanna vor.[14]
- Cyrtandra brevisetosa Hilliard & B.L.Burtt: Dieser Endemit kommt nur in Sarawak vor.[14]
- Cyrtandra brownii K.Schum.: Sie kommt in Papua-Neuguinea vor.[14]
- Cyrtandra bruteliana Koord. (Syn.: Cyrtandra brutelii Koord. nom. nud.): Dieser Endemit kommt nur auf Celebes vor.[14]
- Cyrtandra bryophila B.L.Burtt: Dieser Endemit kommt nur in Sarawak vor.[14]
- Cyrtandra buergersiana Schlechter: Sie kommt in Papua-Neuguinea vor.[14]
- Cyrtandra bullata Schlechter: Sie kommt in Papua-Neuguinea vor.[14]
- Cyrtandra bullifolia B.L.Burtt: Sie kommt in Sarawak sowie Brunei vor.[14]
- Cyrtandra burbidgei C.B.Clarke: Dieser Endemit kommt nur in Sabah vor.[14]
- Cyrtandra burleyana B.L.Burtt: Dieser Endemit kommt nur in Kalimantan vor.[14]
- Cyrtandra burttii N.P.Balakr.: Dieser Endemit kommt nur auf Groß Nikobar vor.[14]
- Cyrtandra calciphila B.L.Burtt: Dieser Endemit kommt nur in Sarawak vor.[14]
- Cyrtandra callicarpifolia Elmer (Syn.: Cyrtandra miserrima Kraenzl.): Sie kommt in den Philippinen in Luzon sowie Mindanao vor.[14]
- Cyrtandra calpidicarpa (Rock) H.St.John & Storey (Syn.: Cyrtandra cornuta H.St.John, Cyrtandra longifolia var. calpidicarpa Rock): Dieser Endemit kommt nur auf der hawaiischen Insel Oʻahu vor.[14][9]
- Cyrtandra calycina Benth.:[14]
  - Cyrtandra calycina var. calycina C.B.Clarke: Sie kommt in Neuguinea vor.[14]
  - Cyrtandra calycina var. levis C.B.Clarke: Sie kommt in Neuguinea vor.[14]
- Cyrtandra calyptribracteata Bakh. f.: Sie kommt nur auf Java vor.[14]
- Cyrtandra campanulata Reinecke (Syn.: Cyrtandra denhamii var. glaberrima Reinecke): Sie kommt in Samoa nur auf den Inseln Savaii sowie Upolu vor.[14][14]
- Cyrtandra capitellata C.B.Clarke: Sie kommt nur auf den Molukken vor.[14]
- Cyrtandra carnosa Jack: Sie kommt in Java, Sumatra und vielleicht Malaya sowie Borneo vor.[14]
- Cyrtandra castanea Merr.: Dieser Endemit kommt nur auf der philippinischen Insel Luzon vor.[14]
- Cyrtandra caudata Kanehira & Hatusima: Dieser Endemit kommt nur in Irian Jaya vor.[14]
- Cyrtandra cauliflora Merr.: Dieser Endemit kommt nur auf der philippinischen Insel Panay vor.[14]
- Cyrtandra cephalophora Gillespie: Sie kommt nur in Fidschi auf den Inseln Viti Levu sowie Vanua Levu vor.[14]
- Cyrtandra ceratocalyx K.Schum.:[14]
  - Cyrtandra ceratocalyx K.Schum. var. ceratocalyx: Sie kommt in Papua-Neuguinea vor.[14]
  - Cyrtandra ceratocalyx var. umbraticola Schlechter: Sie kommt in Papua-Neuguinea vor.[14]
- Cyrtandra cerea Kraenzl.: Dieser Endemit kommt nur in Kalimantan vor.[14]
- Cyrtandra chaiana B.L.Burtt: Dieser Endemit kommt nur in Sarawak vor.[14]
- Cyrtandra chalcodea Diels: Sie kommt in Neuguinea vor.[14]
- Cyrtandra chippendalei Horne ex C.B.Clarke (Syn.: Cyrtandra chippendalei Horne nom. nud., Cyrtandra milnei Seem. nom. nud., Cyrtandra milnei Seem. non Seem. ex A.Gray): Sie kommt nur in Fidschi auf den Inseln Vanua Levu, Taveuni sowie Yathata vor.[14]
- Cyrtandra chiritoides Kraenzl.: Sie kommt nur auf dem philippinischen Polillo-Archipel vor.[14]
- Cyrtandra chlamydocalyx Schlechter (Syn.: Cyrtandra chlamydocalyx Schlechter nom. nud.): Dieser Endemit kommt nur in Irian Jaya vor.[14]
- Cyrtandra chlorantha A.C.Sm.: Dieser Endemit kommt nur auf der Fidschi-Insel Viti Levu vor.[14]
- Cyrtandra chrysalabastrum K.Schum.: Sie kommt in Irian Jaya sowie Papua-Neuguinea vor.[14]
- Cyrtandra chrysea C.B.Clarke: Sie kommt in Borneo in Sarawak, Sabah sowie Kalimantan vor.[14]
- Cyrtandra ciliata Seem. (Syn.: Cyrtandra ciliata Seem. nom. nud., Cyrtandra ciliata Seem. ex A.Gray nom. nud.): Sie kommt nur in Fidschi auf den Inseln Vanua Levu sowie Taveuni vor.[14]
- Cyrtandra clarkei Stapf:[14]
  - Cyrtandra clarkei Stapf var. clarkei: Dieser Endemit kommt nur in Sabah vor.[14]
  - Cyrtandra clarkei var. brachycalyx B.L.Burtt: Dieser Endemit kommt nur in Sabah vor.[14]
  - Cyrtandra clarkei var. grandis B.L.Burtt: Dieser Endemit kommt nur in Sabah vor.[14]
  - Cyrtandra clarkei var. longipetiolata B.L.Burtt: Dieser Endemit kommt nur in Sabah vor.[14]
- Cyrtandra cleopatrae H.J.Atkins & Cronk: Dieser Endemit kommt nur auf der philippinischen Insel Palawan vor.[14]
- Cyrtandra coacta Hilliard & B.L.Burtt: Sie kommt in Sarawak sowie Sabah vor.[14]
- Cyrtandra coccinea Blume (Syn.: Rhynchocarpus coccineus Reinw. ex De Vriese):[14]
  - Cyrtandra coccinea Blume var. coccinea: Sie kommt auf Java vor.[14]
  - Cyrtandra coccinea var. celebica (Blume) C.B.Clarke (Syn.: Cyrtandra celebica Blume): Sie kommt auf Celebes vor.[14]
  - Cyrtandra coccinea var. timorensis C.B.Clarke: Dieser Endemit kommt auf Timor vor.[14]
- Cyrtandra coleoides Seem. (Syn.: Cyrtandra alba Gillespie, Cyrtandra coleoides Seem. nom. nud., Cyrtandra coleoides Seem. ex A.Gray nom. nud.): Sie kommt nur in Fidschi auf den Inseln Viti Levu sowie Ovalau vor.[14]
- Cyrtandra cominsii Hemsl.: Sie kommt auf den Banks-Inseln nur auf Gaua, auf den Santa-Cruz-Inseln und auf den Salomonen auf den Inseln Malaita, Ulawa, Makira sowie Rennell vor.[14]
- Cyrtandra comocarpa Gillett. Dieser Endemit des Bismarck-Archipel kommt nur auf Neubritannien vor.[14]
- Cyrtandra compressa C.B.Clarke (Syn.: Cyrtandra compressa var. upoluensis Hochr., Cyrtandra divertae Christophersen): Sie kommt Samoa auf den Inseln sowie Savaii, Tatamea sowie Upolu vor.[14]
- Cyrtandra confertiflora (Wawra) C.B.Clarke (Syn.: Cyrtandra paludosa var. confertiflora Wawra, Cyrtandra bilobata H.St.John, Cyrtandra calvicorolla H.St.John, Cyrtandra christensenii H.St.John, Cyrtandra congesta H.St.John, Cyrtandra ellipsoidea H.St.John, Cyrtandra elliptica H.St.John, Cyrtandra indivisa H.St.John, Cyrtandra infrafissa H.St.John, Cyrtandra puberis H.St.John, Cyrtandra semisubulata H.St.John, Cyrtandra waioliensis H.St.John): Dieser Endemit kommt nur auf der hawaiischen Insel Kauaʻi vor.[14][9]
- Cyrtandra confusa Schlechter (Syn.: Cyrtandra bracteata sensu Lauterb. non Warburg, Cyrtandra confusa Schlechter nom. nud.): Sie kommt nur in Irian Jaya vor.[14]
- Cyrtandra congestiflora B.L.Burtt: Dieser Endemit kommt nur in Sabah vor.[14]
- Cyrtandra connata Nadeaud: Dieser Endemit kommt nur auf der Insel Tahiti vor.[14]
- Cyrtandra consimilis S.Moore: Sie kommt nur in Irian Jaya vor.[14]
- Cyrtandra constricta Elmer: Sie kommt nur im philippinischen Mindanao vor.[14]
- Cyrtandra cordifolia Gaudich. (Syn.: Cyrtandra cordifolia var. brevipilita H.St.John): Dieser Endemit kommt nur auf der hawaiischen Insel Oʻahu vor.[14][9]
- Cyrtandra corniculata B.L.Burtt: Dieser Endemit kommt nur in Sabah vor.[14]
- Cyrtandra crenata H.St.John & Storey: Dieser Endemit kommt nur auf der hawaiischen Insel Oʻahu vor.[14][9]
- Cyrtandra cretacea Kraenzl.: Dieser Endemit kommt nur in Sarawak vor.[14]
- Cyrtandra crockerella Hilliard in Hilliard & Burtt: Sie kommt nur in Sabah vor.[14]
- Cyrtandra crockeriana Hilliard & B.L.Burtt: Dieser Endemit kommt nur in Sabah vor.[14]
- Cyrtandra cryptantha Schlechter (Syn.: Cyrtandra cryptantha Schlechter nom. nud.): Dieser Endemit kommt nur in Irian Jaya vor.[14]
- Cyrtandra cumingii C.B.Clarke: Sie kommt auf den philippinischen Inseln Batan, Luzon, Mindoro, Panay sowie Mindanao vor.[14]
- Cyrtandra cuneata Blume (Syn.: Cyrtandra umbellata De Vriese, Rhynchocarpus umbellatus Reinw. ex De Vriese): Sie kommt auf Java sowie den Molukken und vielleicht Celebes vor.[14]
- Cyrtandra cuprea B.L.Burtt: Sie kommt in Sarawak, Brunei sowie Kalimantan vor.[14]
- Cyrtandra cupulata Ridley (Syn.: Cyrtandra barbata Ridley, Cyrtandra cupulata var. minor Ridley): Sie ist in Thailand und auf der Malaiischen Halbinsel in Johore, Kedah, Kelantan, Malacca, Pahang, Perak, Negeri Sembilan sowie Selangor verbreitet.[14]
- Cyrtandra cyaneoides Rock: Dieser Endemit kommt nur auf der hawaiischen Insel Kauaʻi vor.[14][9][3]
- Cyrtandra cyathibracteata Gillett: Dieser Endemit kommt nur auf der Fidschi-Insel Viti Levu vor.[14][14]
- Cyrtandra cyclopum Kraenzl.: Dieser Endemit kommt nur auf der philippinischen Insel Negros vor.[14]
- Cyrtandra cylindrocalyx Gillett: Dieser Endemit kommt nur auf der Insel Bougainville vor.[14]
- Cyrtandra cymosa J.R.Forst. & G.Forst. (Syn.: Besleria cymosa (J.R.Forst. & G.Forst.) J.R.Forst. & G.Forst., Besleria cymosa (J.R.Forst. & G.Forst.) G.Forst., Cyrtandra latifolia Benth.): Sie kommt in Vanuatu auf den Inseln Ambrym, Tanna sowie Aneityum vor.[14]
- Cyrtandra dallasensis B.L.Burtt: Dieser Endemit kommt nur in Sabah vor.[14]
- Cyrtandra dasymallos Hilliard & B.L.Burtt: Dieser Endemit kommt nur in Sarawak vor.[14]
- Cyrtandra davaoensis Elmer (Syn.: Cyrtandra scandens Kraenzl.): Dieser Endemit kommt nur im philippinischen Mindanao vor.[14]
- Cyrtandra debilis Kraenzl.: Dieser Endemit kommt nur in Kalimantan vor.[14]
- Cyrtandra decipiens Hilliard & B.L.Burtt: Dieser Endemit kommt nur in Sarawak vor.[14]
- Cyrtandra decurrens De Vriese:[14]
  - Cyrtandra decurrens De Vriese var. decurrens (Syn.: Cyrtandra elongata Korthals ex C.B.Clarke nom. nud. pro syn.): Sie kommt auf der Mentawi-Insel Sipora, auf den Molukken und vielleicht Sumatra sowie Borneo vor.[14]
  - Cyrtandra decurrens var. puncticulata C.B.Clarke: Sie kommt in Sarawak, Irian Jaya und in Papua-Neuguinea vor.[14]
- Cyrtandra decussata Elmer: Dieser Endemit kommt nur im philippinischen Mindanao vor.[14]
- Cyrtandra deinandra B.L.Burtt: Dieser Endemit kommt nur in Sarawak vor.[14]
- Cyrtandra denhamii Seem.: Dieser Endemit kommt nur auf der Fidschi-Insel Gau vor.[14][3]
- Cyrtandra dentata H.St.John & Storey (Syn.: Cyrtandra frederickii H.St.John & Storey): Dieser Endemit kommt nur auf der hawaiischen Insel Oʻahu vor.[14][9]
- Cyrtandra detzneriana Schlechter: Sie kommt in Papua-Neuguinea vor.[14]
- Cyrtandra didissandriformis Merr.: Dieser Endemit kommt nur in Sabah vor.[14]
- Cyrtandra digitaliflora B.L.Burtt: Sie kommt in Sarawak sowie Brunei vor.[14]
- Cyrtandra dilatata C.B.Clarke: Dieser Endemit kommt nur in Sarawak vor.[14]
- Cyrtandra dinocalyx Gillett: Dieser Endemit kommt im Bismarck-Archipel nur auf der Insel Neuirland vor.[14]
- Cyrtandra diplotricha B.L.Burtt: Dieser Endemit kommt nur in Sarawak vor.[14]
- Cyrtandra dispar DC. (Syn.: Cyrtandra frutescens Wall. non Jack, Cyrtandra squamulata Korthals ex C.B.Clarke): Sie kommt in Thailand, Sumatra und auf der Malaiischen Halbinsel in Kelantan, Penang sowie Perak vor.[14]
- Cyrtandra disparifolia Quisumb.: Dieser Endemit kommt nur auf der philippinischen Insel Luzon vor.[14]
- Cyrtandra disparoides B.L.Burtt:[14]
  - Cyrtandra disparoides B.L.Burtt subsp. disparoides: Dieser Endemit kommt nur in Sarawak vor.[14]
  - Cyrtandra disparoides subsp. inconspicua B.L.Burtt: Sie kommt in Sarawak sowie Kalimantan vor.[14]
- Cyrtandra dissimilis C.B.Clarke: Sie kommt auf Java sowie Sumatra vor.[14]
- Cyrtandra disticha Lauterb.: Dieser Endemit kommt nur in Irian Jaya vor.[14]
- Cyrtandra dolichocalyx Schlechter: Sie kommt in Papua-Neuguinea vor.[14]
- Cyrtandra dolichocarpa A.Gray (Syn.: Cyrtandra microstigma C.B.Clarke): Sie kommt nur in Fidschi auf den Inseln Rambi sowie Vanua Levu vor.[14]
- Cyrtandra dolichopoda B.L.Burtt: Sie kommt in Sarawak sowie Sabah vor.[14]
- Cyrtandra dorytricha Hilliard & B.L.Burtt: Dieser Endemit kommt nur in Sarawak vor.[14]
- Cyrtandra dubiosa Kuntze: Sie kommt nur auf Java vor.[14]
- Cyrtandra dulitiana Hilliard: Dieser Endemit kommt nur in Sarawak vor.[14]
- Cyrtandra efatensis Guillaumin: Sie kommt in Vanuatu nur auf den Inseln Espiritu Santo sowie Efate vor.[14]
- Cyrtandra elata Schlechter: Sie kommt in Papua-Neuguinea vor.[14]
- Cyrtandra elatostemoides Elmer (Syn.: Cyrtandra kraenzlinii Merr.): Sie kommt in Sabah auf Palawan vor.[14]
- Cyrtandra elbertii Bakh. f.: Dieser Endemit kommt nur auf Java vor und es ist nur ein Standort auf dem Mt. Lawu bekannt.[14][3]
- Cyrtandra elegans Schlechter (Syn.: Cyrtandra elegans Schlechter nom. nud.): Sie kommt nur in Neuguinea vor.[14]
- Cyrtandra elizabethae H.St.John (Syn.: Cyrtandra marthae H.St.John): Sie kommt nur auf den Austral-Inseln Rurutu sowie Raivavae vor.[14]
- Cyrtandra elmeri Merr.: Sie kommt in Sabah sowie Brunei vor.[14]
- Cyrtandra eminens C.B.Clarke: Dieser Endemit kommt nur in Sarawak vor.[14]
- Cyrtandra engleri Koord.: Sie kommt nur in Celebes vor.[14]
- Cyrtandra erectiloba Gillett: Sie kommt nur auf den Salomonen und im Bismarck-Archipel nur auf der Insel Neuirland vor.[14]
- Cyrtandra erectipila B.L.Burtt: Dieser Endemit kommt nur in Sarawak vor.[14]
- Cyrtandra eriantha Schlechter (Syn.: Cyrtandra eriantha Schlechter nom. nud.): Sie kommt nur in Irian Jaya vor.[14]
- Cyrtandra eriophylla S.Moore: Dieser Endemit kommt nur in Irian Jaya vor.[14]
- Cyrtandra erythrotricha B.L.Burtt: Sie kommt in Sarawak sowie Brunei vor.[14]
- Cyrtandra esothrix A.C.Sm.: Dieser Endemit kommt nur auf der Fidschi-Insel Viti Levu vor.[14]
- Cyrtandra eximia C.B.Clarke: Sie kommt in Sarawak sowie Brunei vor.[14]
- Cyrtandra exserta K.Schum.: Sie kommt in Papua-Neuguinea vor.[14]
- Cyrtandra externata S.Moore: Sie kommt nur in Neuguinea vor.[14]
- Cyrtandra falcifolia C.B.Clarke: Dieser Endemit kommt in Samoa nur auf der Insel Savaii vor.[14]
- Cyrtandra farinosa C.B.Clarke: Dieser Endemit kommt nur in Sarawak vor.[14]
- Cyrtandra fasciata H.J.Atkins: Sie kommt nur in Celebes vor.[14]
- Cyrtandra feaniana F.Brown: Sie kommt auf den Marquesas nur auf den Inseln Nukuhiva, Uahuka, Hiva Oa und vielleicht auf Tahuata vor.[14][3]
- Cyrtandra fenestrata C.B.Clarke: Sie kommt nur in Sumatra vor.[14]
- Cyrtandra ferripilosa H.St.John (Syn.: Cyrtandra adusta H.St.John, Cyrtandra hanaensis H.St.John, Cyrtandra harrisonae H.St.John): Dieser Endemit kommt nur auf der hawaiischen Insel Maui vor.[14][9]
- Cyrtandra ferruginea Merr.: Sie kommt nur auf der philippinischen Insel Luzon vor.[14]
- Cyrtandra filibracteata B.L.Burtt: Sie kommt auf den Salomonen nur in Bougainville sowie Guadalcanal vor.[14]
- Cyrtandra filipes Hillebrand: Sie kommt nur auf den hawaiischen Inseln Molokaʻi sowie Maui vor.[14][9]
- Cyrtandra filisecta B.L.Burtt: Dieser Endemit kommt nur in Sarawak vor.[14]
- Cyrtandra flabellifolia S.Moore:[14]
  - Cyrtandra flabellifolia S.Moore var. flabellifolia: Sie kommt nur in Sumatra vor.[14]
  - Cyrtandra flabellifolia var. cordata S.Moore: Sie kommt nur in Sumatra vor.[14]
- Cyrtandra flabelligera Ridley: Sie kommt nur in Sumatra vor.[14]
- Cyrtandra flavescens Blume: Sie kommt nur auf Java vor.[14]
- Cyrtandra flexiramea Schlechter (Syn.: Cyrtandra flexiramea Schlechter nom. nud.): Sie kommt nur in Irian Jaya vor.[14]
- Cyrtandra floccosa R.Bone & H.J.Atkins: Sie wurde 2013 aus den Latimojong Bergen im südlichen Sulawesi (Sulawesi Selatan) erstbeschrieben.[15]
- Cyrtandra florulenta Kraenzl.: Dieser Endemit kommt nur auf der philippinischen Insel Luzon vor.[14]
- Cyrtandra floribunda K.Schum. (Syn.: Cyrtandra rhynchotechoides Hatusima): Sie kommt in Papua-Neuguinea nur auf den Bismarck-Bergen und im Bismarck-Archipel nur auf der Insel Neubritannien vor.[14]
- Cyrtandra foliosa S.Moore: Dieser Endemit kommt nur in Irian Jaya vor.[14]
- Cyrtandra foveolata Kraenzl.: Sie kommt in Kalimantan sowie Sarawak vor.[14]
- Cyrtandra frutescens Jack (Syn.: Cyrtandra pubescens Steud. nom. nud.): Sie kommt nur in Sumatra vor.[14]
- Cyrtandra fulvisericea Bramley: Sie kommt in Borneo in Sabah, Sarawak, Brunei sowie Kalimantan vor.[14]
- Cyrtandra fulvovillosa Rech. (Syn.: Cyrtandra malaccocaulos Schlechter): Sie kommt in Papua-Neuguinea, im Bismarck-Archipel nur auf der Insel Neubritannien und auf den Salomonen auf den Inseln Treasury-Inseln, Vella Lavella, Ranongga, Ghizo, Tetepare sowie Guadalcanal vor.[14]
- Cyrtandra funkii Reinecke: Dieser Endemit kommt in Samoa nur auf der Insel Upolu vor.[14]
- Cyrtandra fusconervia Merr.: Sie kommt nur auf den philippinischen Inseln Leyte sowie Panay vor.[14]
- Cyrtandra fusco-vellea K.Schum.: Sie kommt in Papua-Neuguinea, im Bismarck-Archipel nur auf der Insel Neubritannien vor.[14]
- Cyrtandra fuscovenosa Hilliard & B.L.Burtt: Dieser Endemit kommt nur in Sarawak vor.[14]
- Cyrtandra futunae Kraenzl.: Dieser Endemit kommt auf den Horn-Inseln nur auf der Insel Futuna vor.[14]
- Cyrtandra garnotiana Gaudich. (Syn.: Cyrtandra carnotiana G.Don orth. var., Cyrtandra garnotiana var. fulva C.B.Clarke, Cyrtandra intonsa H.St.John & Storey, Cyrtandra triflora Gaudich., Cyrtandra triflora var. gaudichaudii A.Gray, Cyrtandra vanioti H.Lév.): Dieser Endemit kommt nur auf der hawaiischen Insel Oʻahu vor.[14][9]
- Cyrtandra geantha Kraenzl.: Dieser Endemit kommt nur im philippinischen Mindanao vor.[14]
- Cyrtandra geesinkiana B.L.Burtt: Sie kommt in Kalimantan sowie Sarawak vor.[14]
- Cyrtandra geminata Reinecke: Dieser Endemit kommt in Samoa nur auf der Insel Tutuila vor.[14]
- Cyrtandra geminiflora Nadeaud: Dieser Endemit kommt nur in Tahiti vor.[14]
- Cyrtandra geocarpa Koord.: Sie kommt nur in Celebes vor.[14]
- Cyrtandra gibbsiae S.Moore: Sie kommt in Sarawak sowie Sabah vor.[14]
- Cyrtandra giffardii Rock (Syn.: Cyrtandra anaxie H.St.John, Cyrtandra commensurata H.St.John): Dieser Endemit kommt nur auf der hawaiischen Insel Hawaii vor.[14][9][3]
- Cyrtandra gillettiana B.L.Burtt: Dieser Endemit kommt nur in Sarawak vor.[14]
- Cyrtandra gimlettei Ridley: Sie kommt in Thailand und Malaiischen Halbinsel in Kedah, Kelantan sowie Perak vor.[14]
- Cyrtandra gitingensis Elmer: Dieser Endemit kommt nur auf der philippinischen Insel Sibuyan vor.[14]
- Cyrtandra gjellerupii Lauterb.[14]
  - Cyrtandra gjellerupii Lauterb. var. gjellerupii: Sie kommt nur in Neuguinea vor.[14]
  - Cyrtandra gjellerupii var. wappeensis Schlechter (Syn.: Cyrtandra gjellerupii var. wappeensis Schlechter nom. nud.): Dieser Endemit kommt nur in Irian Jaya vor.[14]
- Cyrtandra glabra Banks ex Gaertn. f. (Syn.: Cyrtandra bidwillii var. plurinervis C.B.Clarke, Cyrtandra nigra Nadeaud): Dieser Endemit kommt nur auf Tahiti vor.[14]
- Cyrtandra glabrifolia Merr. (Syn.: Cyrtandra glabra Kraenzl. non Jack): Sie kommt nur auf den philippinischen Inseln Mindoro sowie Panay vor.[14]
- Cyrtandra glabrilimba Quisumb.: Dieser Endemit kommt nur auf der philippinischen Insel Luzon vor.[14]
- Cyrtandra gorontaloensis H.J.Atkins: Sie kommt nur in Celebes vor.[14]
- Cyrtandra gorumensis Schlechter: Sie kommt in Papua-Neuguinea vor.[14]
- Cyrtandra gracilenta Kraenzl.: Sie kommt nur in Sumatra vor.[14]
- Cyrtandra gracilis Hillebrand ex C.B.Clarke (Syn.: Cyrtandra gracilis Hillebrand non Hillebrand ex C.B.Clarke, Cyrtandra linearis H.St.John): Dieser Endemit kommt nur auf der hawaiischen Insel Oʻahu vor.[14][9]
- Cyrtandra graeffei C.B.Clarke (Syn.: Cyrtandra fiamoiensis Hochr.): Dieser Endemit kommt in Samoa nur auf der Insel Upolu vor.[14]
- Cyrtandra grandibracteata Gillett: Dieser Endemit kommt in Vanuatu nur auf der Insel Erromango vor.[14]
- Cyrtandra grandiflora Gaudich. (Syn.: Cyrtandra endlicheriana Nees ex Walp., Cyrtandra ruckiana Meyen): Dieser Endemit kommt nur auf der hawaiischen Insel Oʻahu vor.[14][9]
- Cyrtandra grandifolia Elmer: Dieser Endemit kommt nur im philippinischen Mindanao vor.[14]
- Cyrtandra grandis Blume: Sie kommt nur auf Java vor.[14]
- Cyrtandra grayana Hillebrand (Syn.: Cyrtandra anise H.St.John, Cyrtandra calvicalycis H.St.John, Cyrtandra furfurosa H.St.John, Cyrtandra grayana var. caudata H.St.John, Cyrtandra grayana var. fosbergii H.St.John, Cyrtandra grayana var. lanaiensis Hillebrand, Cyrtandra grayana var. latifolia Hillebrand, Cyrtandra grayana var. nervosa Rock, Cyrtandra hanaulaensis H.St.John, Cyrtandra humiliserrulata H.St.John, Cyrtandra kalamanthe H.St.John, Cyrtandra kamoloensis H.Lév., Cyrtandra kirrhe H.St.John, Cyrtandra kormanthike H.St.John, Cyrtandra olokuiensis H.St.John nom. inval., Cyrtandra pustulata H.St.John nom. inval., Cyrtandra puuensis H.St.John, Cyrtandra subviridis H.St.John, Cyrtandra tenuis H.St.John, Cyrtandra tetraphylla H.St.John, Cyrtandra vallecularis H.St.John, Cyrtandra vesperalis H.St.John): Sie kommt nur auf den hawaiischen Inseln Maui, Molokaʻi sowie Lānaʻi vor.[14][9]
- Cyrtandra grayi C.B.Clarke (Syn.: Cyrtandra albula H.St.John, Cyrtandra dytike H.St.John, Cyrtandra fauriei H.Lév., Cyrtandra kalaeensis H.St.John, Cyrtandra lysiosepala var. ewartii H.St.John, Cyrtandra lysiosepala var. fauriei (H.Lév.) Rock, Cyrtandra lysiosepala var. grayi (C.B.Clarke) Rock, Cyrtandra molokaiensis H.St.John, Cyrtandra monanthe H.St.John, Cyrtandra occidens H.St. John nom. illeg., superfl., Cyrtandra olowaluensis H.St.John, Cyrtandra rotata H.St.John, Cyrtandra triados H.St.John, Cyrtandra triflora Hook. & Arn., Cyrtandra triplex H.St.John): Sie kommt nur auf den hawaiischen Inseln Maui sowie Molokaʻi vor.[14][9]
- Cyrtandra guerkeana Lauterb.: Dieser Endemit kommt in Samoa nur auf der Insel Savaii vor.[14]
- Cyrtandra halawensis Rock (Syn.: Cyrtandra caudiflora H.St.John): Dieser Endemit kommt nur auf der hawaiischen Insel Molokaʻi vor.[14][9]
- Cyrtandra hansenii B.L.Burtt: Dieser Endemit kommt nur in Sarawak vor.[14]
- Cyrtandra hapalantha C.B.Clarke: Sie kommt nur in Neuguinea vor.[14]
- Cyrtandra harveyi Seem. (Syn.: Cyrtandra gorriei Horne nom. nud., Cyrtandra gorriei Horne ex C.B.Clarke): Dieser Endemit kommt nur auf der Fidschi-Insel Vanua Levu vor.[14]
- Cyrtandra hashimotoi Rock (Syn.: Cyrtandra adpressa H.St.John nom. inval., Cyrtandra aequalis H.St.John, Cyrtandra anatolike H.St.John nom. inval., Cyrtandra badia H.St.John, Cyrtandra gagnei H.St.John, Cyrtandra habenosa H.St.John, Cyrtandra haelaauensis H.St.John, Cyrtandra heliothine H.St.John, Cyrtandra lysiosepala var. haleakalensis Rock, Cyrtandra lysiosepala var. latifolia Rock, Cyrtandra lysiosepala var. pilosa Hillebrand): Dieser Endemit kommt nur auf der hawaiischen Insel Maui vor.[14][9]
- Cyrtandra hawaiensis C.B.Clarke (Syn.: Cyrtandra amische H.St.John, Cyrtandra brevicornuta H.St.John, Cyrtandra calycoschiza (H.St.John & Storey) H.St.John, Cyrtandra cinnamomea H.St.John, Cyrtandra degenerans (Wawra) A.Heller, Cyrtandra degenerans var. calycoschiza H.St.John & Storey, Cyrtandra fusiformis H.St.John & Storey, Cyrtandra hamakuaensis H.St.John, Cyrtandra infrafissa H.St.John, Cyrtandra infraligulata H.St.John, Cyrtandra intravillosa H.St.John & Storey, Cyrtandra latebrosa Hillebrand, Cyrtandra latebrosa var. subglabra Hillebrand, Cyrtandra latior H.St.John, Cyrtandra limosiflora Rock, Cyrtandra longifolia var. degenerans (Wawra) C.B.Clarke, Cyrtandra manukaensis H.St.John, Cyrtandra megastigmata H.St.John, Cyrtandra megistocalyx H.St.John, Cyrtandra oblanceolata H.St.John & Storey, Cyrtandra opeatos H.St.John, Cyrtandra paludosa var. degenerans Wawra, Cyrtandra paradoxa Hillebrand ex C.B.Clarke nom. nud. pro syn., Cyrtandra perstaminodica H.St.John, Cyrtandra punaluuensis H.St.John & Storey, Cyrtandra quadrata H.St.John, Cyrtandra quadrilobata H.St.John, Cyrtandra rudiculata H.St.John, Cyrtandra sessilis H.St.John non St. John & Storey, Cyrtandra subcalva H.St.John, Cyrtandra subrecta H.St.John, Cyrtandra subulata H.St.John, Cyrtandra ternaria H.St.John, Cyrtandra trinalis H.St.John, Cyrtandra tripla H.St.John, Cyrtandra trisse H.St.John, Cyrtandra waianuensis Rock, Cyrtandra waiheeensis H.St.John, Cyrtandra waiomaoensis H.St.John): Sie kommt nur auf den hawaiischen Inseln Oʻahu, Molokaʻi, Maui sowie Hawaii vor.[14][9]
- Cyrtandra hedraiantha Schlechter: Sie kommt in Papua-Neuguinea vor.[14]
- Cyrtandra heineana Schlechter: Sie kommt in Papua-Neuguinea vor.[14]
- Cyrtandra heinrichii H.St.John (Syn.: Cyrtandra confertiflora var. obovata (Wawra) C.B.Clarke, Cyrtandra oenobarba var. obovata Wawra): Dieser Endemit kommt nur auf der hawaiischen Insel Kauaʻi vor.[14][9] Es sind an neun Standorten nur 250 bis 1000 Exemplare bekannt und die Bestände nehmen ab.[3]
- Cyrtandra heintzelmaniana Gillett: Sie kommt auf den Salomonen von Bougainville bis Guadalcanal vor.[14]
- Cyrtandra hellwigii Warburg: Sie kommt in Papua-Neuguinea vor.[14]
- Cyrtandra hematos H.St.John (Syn.: Cyrtandra leiocalyx H.St.John): Dieser Endemit kommt nur auf der hawaiischen Insel Molokaʻi vor.[14][9]
- Cyrtandra herbacea Gillett: Dieser Endemit kommt auf der Insel Bougainville vor.[14]
- Cyrtandra heteronema Gillett: Dieser Endemit kommt auf der Insel Bougainville vor.[14]
- Cyrtandra heterophylla De Vriese:[14]
  - Cyrtandra heterophylla De Vriese var. elliptica (Syn.: Cyrtandra nemorosa var. heterophylla (De Vriese) Bakh. f.): Sie kommt nur auf Java vor.[14]
  - Cyrtandra heterophylla var. elliptica C.B.Clarke: Sie kommt nur auf Java vor.[14]
- Cyrtandra hiranoi B.L.Burtt: Sie kommt nur in Sarawak vor.[14]
- Cyrtandra hirsuta Jack: Sie kommt nur in Sumatra vor.[14]
- Cyrtandra hirta Schlechter (Syn.: Cyrtandra hirta Schlechter nom. nud.): Sie kommt nur in Neuguinea vor.[14]
- Cyrtandra hirtigera H.J.Atkins & Cronk:[14]
  - Cyrtandra hirtigera H.J.Atkins & Cronk var. hirtigera (Syn.: Cyrtandra woodii Merr. ex Atkins & Cronk nom. nud. pro syn.): Sie kommt nur im philippinischen Palawan vor.[14]
  - Cyrtandra hirtigera var. chlorina H.J.Atkins & Cronk: Dieser Endemit kommt nur im philippinischen Palawan vor.[14]
- Cyrtandra hispidissima Schlechter: Sie kommt nur in Neuguinea vor.[14]
- Cyrtandra holodasys Miq. (Syn.: Whitia carnosa Benth. & Hook. f. non Blume): Sie kommt nur in Sumatra vor.[14]
- Cyrtandra hololeuca B.L.Burtt: Sie kommt in Sarawak sowie Brunei vor.[14]
- Cyrtandra homoplastica S.Moore: Dieser Endemit kommt nur in Irian Jaya vor.[14]
- Cyrtandra horizontalis B.L.Burtt: Dieser Endemit kommt nur in Sarawak vor.[14]
- Cyrtandra hornei C.B.Clarke (Syn.: Cyrtandra glabrata sensu Gibbs non C.B.Clarke, Cyrtandra greenwoodiana A.C.Sm.): Dieser Endemit kommt nur auf der Fidschi-Insel Viti Levu vor.[14]
- Cyrtandra hoseana B.L.Burtt: Sie kommt nur in Sarawak und vielleicht Brunei vor.[14]
- Cyrtandra hottae B.L.Burtt: Dieser Endemit kommt nur in Sarawak vor.[14]
- Cyrtandra humilis Blume (Syn.: Cyrtandra arbuscula Kraenzl., Cyrtandra glaucescens Kraenzl., Cyrtandra pallidifolia Kraenzl.): Sie kommt nur in Java vor.[14]
- Cyrtandra hypochrysea Kraenzl.: Dieser Endemit kommt nur auf der philippinischen Insel Luzon vor.[14]
- Cyrtandra hypochrysoides Kraenzl.: Sie kommt nur auf den philippinischen Inseln Luzon sowie Palawan vor.[14]
- Cyrtandra hypogaea Koord.: Sie kommt nur in Celebes vor.[14]
- Cyrtandra hypoleuca Kraenzl.: Sie kommt nur auf den philippinischen Inseln Mindanao sowie Basilan vor.[14]
- Cyrtandra iliasii B.L.Burtt: Dieser Endemit kommt nur in Sarawak vor.[14]
- Cyrtandra ilicifolia Kraenzl.: Sie kommt nur auf der philippinischen Insel Luzon vor.[14]
- Cyrtandra ilocana Merr.: Dieser Endemit kommt nur auf der philippinischen Insel Luzon vor.[14]
- Cyrtandra imminuta C.B.Clarke: Dieser Endemit kommt nur in Sarawak vor.[14]
- Cyrtandra impar Kraenzl.: Sie kommt nur in Sarawak sowie Kalimantan vor.[14]
- Cyrtandra impressivenia C.B.Clarke: Sie kommt nur in Sumatra vor.[14]
- Cyrtandra inaequifolia Elmer: Dieser Endemit kommt nur auf der philippinischen Insel Palawan vor.[14]
- Cyrtandra incisa C.B.Clarke (Syn.: Cyrtandra philippinensis C.B.Clarke): Sie kommt nur auf den philippinischen Inseln Luzon sowie Mindoro vor.[14]
- Cyrtandra incompta Jack: Sie kommt nur in Sumatra vor.[14]
- Cyrtandra incrustata B.L.Burtt: Dieser Endemit kommt nur in Sarawak vor.[14]
- Cyrtandra induta A.Gray: Dieser Endemit kommt nur auf Tahiti vor.[14]
- Cyrtandra infantae Kraenzl.: Dieser Endemit kommt nur auf der philippinischen Insel Luzon vor.[14]
- Cyrtandra insignis C.B.Clarke: Sie kommt nur in Java vor.[14]
- Cyrtandra insolita Hilliard & B.L.Burtt: Dieser Endemit kommt nur in Sarawak vor.[14]
- Cyrtandra insularis Ridley: Sie kommt nur auf der Mentawi-Insel Siberut und vielleicht in Sumatra vor.[14]
- Cyrtandra integerrima B.L.Burtt: Sie kommt in Sarawak sowie Brunei vor.[14]
- Cyrtandra integrifolia C.B.Clarke: Sie kommt nur in Sumatra vor.[14]
- Cyrtandra involucrata Seem. (Syn.: Cyrtandra gillespieana A.C.Sm., Cyrtandra involucrata Seem. nom. nud., Cyrtandra involucrata Seem. ex A.Gray nom. nud., Cyrtandra monticola Gillespie non K.Schumann): Sie kommt nur in Fidschi auf den Inseln Viti Levu, Ovalau sowie Vanua Levu vor.[14]
- Cyrtandra jabiensis Schlechter (Syn.: Cyrtandra jabiensis Schlechter nom. nud.): Dieser Endemit kommt nur in Irian Jaya vor.[14]
- Cyrtandra jadunae Schlechter: Sie kommt in Papua-Neuguinea vor.[14]
- Cyrtandra janowskyi Schlechter (Syn.: Cyrtandra janowskyi Schlechter nom. nud.): Dieser Endemit kommt nur in Irian Jaya vor.[14]
- Cyrtandra jellesmani Koord.: Sie kommt nur in Celebes vor.[14]
- Cyrtandra jonesii (F.Brown) Gillett (Syn.: Cyrtandroidea jonesii F.Brown): Dieser Endemit kommt auf den Marquesas nur auf der Insel Uahuka vor.[14]
- Cyrtandra jugalis A.C.Sm. (Syn.: Cyrtandra involucrata sensu Gibbs non Seem.): Dieser Endemit kommt nur auf der Fidschi-Insel Viti Levu vor.[14]
- Cyrtandra kajewskii Guillaumin: Sie kommt in Vanuatu auf Tanna sowie Ambrym und auf den Salomonen vor.[14]
- Cyrtandra kalichii Wawra (Syn.: Cyrtandra charadraia H.St.John, Cyrtandra collarifera H.St.John & Storey, Cyrtandra kalichii var. tristis (Hillebrand ex C.B.Clarke) Rock, Cyrtandra kalihii Wawra orth. var., Cyrtandra tristis Hillebrand ex C.B.Clarke): Dieser Endemit kommt nur auf der hawaiischen Insel Oʻahu vor.[14][9]
- Cyrtandra kalimantana B.L.Burtt: Dieser Endemit kommt nur in Kalimantan vor.[14]
- Cyrtandra kalyptantha Lauterb.: Sie kommt nur in Irian Jaya und vielleicht in Papua-Niguinea vor.[14]
- Cyrtandra kamoolaensis H.St.John: Dieser Endemit kommt nur auf der hawaiischen Insel Kauaʻi vor.[14][9]
- Cyrtandra kanae B.L.Burtt: Dieser Endemit kommt nur in Sarawak vor.[14]
- Cyrtandra kandavuensis A.C.Sm.: Dieser Endemit kommt nur in auf der Fidschi-Insel Kandavu vor.[14][3]
- Cyrtandra kaniensis Schlechter: Sie kommt in Papua-Neuguinea vor.[14]
- Cyrtandra kauaiensis Wawra (Syn.: Cyrtandra elstonii Hochr., Cyrtandra fissa H.St.John, Cyrtandra hobdyi H.St.John, Cyrtandra knudsenii Rock): Dieser Endemit kommt nur auf der hawaiischen Insel Kauaʻi vor.[14][9]
- Cyrtandra kaulantha H.St.John & Storey: Dieser Endemit kommt nur auf der hawaiischen Insel Oʻahu vor.[14][9] Sie ist nur von einem Standort bekannt mit weniger als 60 blühfähigen Exemplaren. Sie gilt nach IUCN als „Critically Endangered“ = „vom Aussterben bedroht“.[3]
- Cyrtandra kealiae Wawra:[14]
  - Cyrtandra kealiae Wawra subsp. kealiae (Syn.: Cyrtandra alaustri H.St.John, Cyrtandra henanthe H.St.John, Cyrtandra limahuliensis H.St.John, Cyrtandra lumahaiensis H.St.John, Cyrtandra runae H.St.John, Cyrtandra septentrionalis H.St.John, Cyrtandra spissa H.St.John): Dieser Endemit kommt nur auf der hawaiischen Insel Kauaʻi vor.[14][9]
  - Cyrtandra kealiae subsp. urceolata W.L.Wagner & Lorence: Dieser Endemit kommt nur auf der hawaiischen Insel Kauaʻi vor.[14][9]
- Cyrtandra keithii Hilliard & B.L.Burtt: Dieser Endemit kommt nur in Sabah vor.[14]
- Cyrtandra kenivensis P. van Royen: Sie kommt in Papua-Neuguinea vor.[14]
- Cyrtandra kenwoodii W.L.Wagner & A.J.Wagner: Sie wurde 2013 erstbeschrieben und kommt auf den Marquesas nur auf der Insel Ua Pou vor.[11]
- Cyrtandra kermesina B.L.Burtt: Dieser Endemit kommt nur in Sabah vor.[14]
- Cyrtandra kjellbergii R.Bone & H.J.Atkins: Sie wurde 2013 aus den Latimojong Bergen im südlichen Sulawesi (Sulawesi Selatan) erstbeschrieben.[15]
- Cyrtandra klossii S.Moore:[14]
  - Cyrtandra klossii S.Moore var. klossii: Dieser Endemit kommt nur in Irian Jaya vor.[14]
  - Cyrtandra klossii var. heptantha S.Moore: Dieser Endemit kommt nur in Irian Jaya vor.[14]
- Cyrtandra kohalae Rock (Syn.: Cyrtandra crispa H.St.John, Cyrtandra pololuensis H.St.John): Dieser Endemit kommt nur auf der hawaiischen Insel Hawaii vor.[14][9]
- Cyrtandra kostermansii Hilliard & B.L.Burtt: Dieser Endemit kommt nur in Kalimantan vor.[14]
- Cyrtandra kruegeri Reinecke: Dieser Endemit kommt in Samoa nur auf der Insel Upolu vor.[14]
- Cyrtandra kusaimontana Hosokawa (Syn.: Cyrtandra kusaiana Hosokawa ex Kanehira): Dieser Endemit kommt auf den Karolinen nur auf der Insel Kusaie vor.[14]
- Cyrtandra labiosa A.Gray: Dieser Endemit kommt in Samoa nur auf der Insel Savaii vor.[14]
- Cyrtandra lacerata B.L.Burtt: Sie kommt in Sarawak sowie Brunei vor.[14]
- Cyrtandra laciniata Gillett: Sie kommt im Bismarck-Archipel nur auf den Inseln Neuirland sowie Neubritannien und auf den zentralen sowie südlichen Salomonen vor.[14]
- Cyrtandra lagunae Kraenzl. (Syn.: Cyrtandra maquilingensis Elmer): Sie kommt nur auf den philippinischen Inseln Luzon sowie Panay vor.[14]
- Cyrtandra lambirensis B.L.Burtt: Sie kommt in Sarawak sowie Brunei vor.[14]
- Cyrtandra lanata Hilliard & B.L.Burtt: Dieser Endemit kommt nur in Sabah vor.[14]
- Cyrtandra lanceolata Ridley: Dieser Endemit kommt auf der Malaiischen Halbinsel nur in Johore vor.[14]
- Cyrtandra lanceolifera S.Moore: Dieser Endemit kommt nur in Irian Jaya vor.[14]
- Cyrtandra lancifolia Merr.: Dieser Endemit kommt nur auf der philippinischen Insel Luzon vor.[14]
- Cyrtandra lasiantha K.Schum.: Sie kommt in Papua-Neuguinea vor.[14]
- Cyrtandra lasiogyne Schlechter: Sie kommt in Papua-Neuguinea vor.[14]
- Cyrtandra latibracteata Hilliard & B.L.Burtt: Dieser Endemit kommt nur in Sabah vor.[14]
- Cyrtandra laxiflora H.Mann (Syn.: Cyrtandra adpressipilosa H.St.John, Cyrtandra campaniformis H.St.John, Cyrtandra cymosa Mann ex C.B.Clarke nom. nud. pro syn., Cyrtandra discors H.St.John & Takeuchi, Cyrtandra infrapallida H.St.John, Cyrtandra kailuaensis H.St.John, Cyrtandra laxiflora var. grandifolia (Hillebrand) Rock, Cyrtandra laxiflora var. rhizantha Rock, Cyrtandra stupantha H.St.John & Storey, Cyrtandra triflora var. grandifolia Hillebrand, Cyrtandra trinalis H.St.John & Takeuchi non St.John): Dieser Endemit kommt nur auf der hawaiischen Insel Oʻahu vor.[14][9]
- Cyrtandra ledermannii Schlechter: Sie kommt in Papua-Neuguinea vor.[14]
- Cyrtandra leiocrater B.L.Burtt: Dieser Endemit kommt nur in Sabah vor.[14]
- Cyrtandra lessoniana Gaudich. (Syn.: Cyrtandra bryanii H.St.John & Storey, Cyrtandra elliptisepala H.St.John, Cyrtandra hirsutula H.St.John & Storey, Cyrtandra intrapilosa H.St.John, Cyrtandra lessoniana var. angustifolia Hillebrand, Cyrtandra lessoniana var. borealis H.St.John & Storey, Cyrtandra lessoniana var. intrapubens H.St.John, Cyrtandra lessoniana var. koolauloaensis H.St.John, Cyrtandra lessoniana var. stenoloba Skottsb. nom. inval., Cyrtandra lessoniana var. typica H.St.John & Storey, Cyrtandra longiloba H.St.John, Cyrtandra niuensis H.St.John, Cyrtandra wilderi H.St.John & Storey): Dieser Endemit kommt nur auf der hawaiischen Insel Oʻahu vor.[14][9]
- Cyrtandra leucantha A.C.Sm.: Sie kommt nur in Fidschi auf den Inseln Viti Levu sowie Taveuni vor.[14]
- Cyrtandra leucochlamys B.L.Burtt: Dieser Endemit kommt nur in Sarawak vor.[14]
- Cyrtandra libauensis Hilliard: Dieser Endemit kommt nur in Sarawak vor.[14]
- Cyrtandra ligulifera C.B.Clarke: Dieser Endemit kommt nur in Irian Jaya vor.[14]
- Cyrtandra lillianae Setchell: Dieser Endemit kommt auf den Cook-Inseln nur auf Rarotonga vor.[14] Es sind nur zwei Standorte bekannt mit insgesamt 12 bis 50 blühfähigen Exemplaren. Sie gilt nach IUCN als „Critically Endangered“ = „vom Aussterben bedroht“.[3]
- Cyrtandra limnophila Kraenzl.: Dieser Endemit kommt nur auf der philippinischen Insel Luzon vor.[14]
- Cyrtandra linauana B.L.Burtt: Dieser Endemit kommt nur in Sarawak vor.[14]
- Cyrtandra lineariloba Hilliard & B.L.Burtt: Dieser Endemit kommt nur in Sabah vor.[14]
- Cyrtandra lithophila Schlechter: Sie kommt in Papua-Neuguinea vor.[14]
- Cyrtandra livida Kraenzl.: Sie kommt nur auf der philippinischen Insel Palawan vor.[14]
- Cyrtandra lobbii C.B.Clarke (Syn.: Cyrtandra curranii Kraenzl., Cyrtandra ramosii Kraenzl., Cyrtandra wenzelii Merr.): Sie kommt nur auf den philippinischen Inseln Luzon sowie Catanduanes und vielleicht Negros vor.[14]
- Cyrtandra locuples S.Moore: Sie kommt nur in Sumatra vor.[14]
- Cyrtandra loheri Quisumb.: Dieser Endemit kommt nur auf der philippinischen Insel Luzon vor.[14]
- Cyrtandra longicarpa Merr. (Syn.: Cyrtandra prolata B.L.Burtt): Sie kommt in Borneo, in Brunei, Sarawak sowie Sabah vor.[14]
- Cyrtandra longiflora J.W.Moore: Sie kommt nur auf den Gesellschafts-Inseln Raiatea, Tahaa sowie Huahine vor.[14]
- Cyrtandra longifolia (Wawra) Hillebrand ex C.B.Clarke (Syn.: Cyrtandra paludosa var. longifolia Wawra, Cyrtandra brevipedicelaris H.St.John, Cyrtandra cylindrica H.St.John nom. inval., Cyrtandra gayana A.Heller, Cyrtandra gayana var. macrocarpa Skottsb., Cyrtandra glabricalycis H.St.John, Cyrtandra integra H.St.John nom. inval., Cyrtandra longifolia var. arborescens (Wawra) C.B.Clarke, Cyrtandra longifolia var. parallela C.B.Clarke, Cyrtandra longifolia var. wahiawae Rock, Cyrtandra macrocarpa (Skottsb.) H.St.John, Cyrtandra paludosa var. arborescens Wawra, Cyrtandra paludosa var. gayana (A.Heller) Rock, Cyrtandra paludosa var. haupuensis Rock, Cyrtandra paludosa var. integrifolia Hillebrand nom. illeg., Cyrtandra vanroyenii H.St.John, Cyrtandra wahiawaensis H.St.John, Cyrtandropsis kaululuensis Hochr.): Dieser Endemit kommt nur auf der hawaiischen Insel Kauaʻi vor.[14][9]
- Cyrtandra longipedunculata Rech.: Dieser Endemit kommt in Samoa nur auf den Inseln Upolu sowie Tutuila vor.[14]
- Cyrtandra longipes Merr.: Dieser Endemit kommt nur auf der philippinischen Insel Catanduanes vor.[14]
- Cyrtandra longirostris De Vriese (Syn.: Rhynchocarpus longirostris Reinw. ex De Vriese): Sie kommt nur in Celebes vor.[14]
- Cyrtandra lorentzii Lauterb.: Dieser Endemit kommt nur in Irian Jaya vor.[14]
- Cyrtandra luteiflora H.J.Atkins: Sie kommt nur in Celebes vor.[14]
- Cyrtandra lutescens Gillett: Dieser Endemit kommt im Bismarck-Archipel nur auf der Insel Neubritannien vor.[14]
- Cyrtandra lydgatei Hillebrand (Syn.: Cyrtandra elliptiapicis H.St.John, Cyrtandra honomanuensis H.St.John nom. inval., Cyrtandra indiscissa H.St.John nom. inval., Cyrtandra wailauensis H.St.John): Sie kommt nur auf den hawaiischen Inseln Molokaʻi, Maui sowie Lānaʻi vor.[14][9]
- Cyrtandra lysiosepala (A.Gray) C.B.Clarke (Syn.: Cyrtandra triflora var. lysiosepala A.Gray, Cyrtandra badia H.St.John nom. illeg., Cyrtandra crebra H.St.John, Cyrtandra duploserrata H.St.John, Cyrtandra echyros H.St.John, Cyrtandra elliptica H.St.John, Cyrtandra karykrous H.St.John, Cyrtandra lysiosepala (A.Gray) Hillebrand comb. superfl., Cyrtandra lysiosepala var. hawaiiensis Skottsb. nom. illeg. superfl., Cyrtandra montis-loa Rock, Cyrtandra olaaensis H.St.John, Cyrtandra prasina H.St.John nom. inval. nom. illeg., Cyrtandra subaequalis H.St.John nom. inval., Cyrtandra vulsa H.St.John): Dieser Endemit kommt nur auf der hawaiischen Insel Hawaii vor.[14][9]
- Cyrtandra macraei A.Gray (Syn.: Cyrtandra macraei var. parvula Rock): Dieser Endemit kommt nur auf der hawaiischen Insel Oʻahu vor.[14][9]
- Cyrtandra macrobracteata Kanehira & Hatusima: Sie kommt nur in Irian Jaya vor.[14]
- Cyrtandra macrocalyx Hillebrand (Syn.: Cyrtandra biserrata H.St.John non Hillebrand, Cyrtandra duploserrata H.St.John, Cyrtandra framea H.St.John, Cyrtandra fulva H.St.John, Cyrtandra iaoensis H.St.John, Cyrtandra inaequalis H.St.John, Cyrtandra kamokuensis H.St.John, Cyrtandra kawelaensis H.St.John): Dieser Endemit kommt nur auf der hawaiischen Insel Molokaʻi vor.[14][9]
- Cyrtandra macrodiscus Kraenzl. (Syn.: Cyrtandra grossedentata Elmer): Dieser Endemit kommt nur auf der philippinischen Insel Luzon vor.[14]
- Cyrtandra macrophylla Jack: Sie kommt nur in Sumatra vor.[14]
- Cyrtandra macrotricha Gillett: Dieser Endemit kommt auf den Salomonen nur auf den Inseln Guadalcanal sowie Makira vor.[14]
- Cyrtandra maculata Jack: Sie kommt nur in Sumatra vor.[14]
- Cyrtandra maesifolia Elmer (Syn.: Cyrtandra bulusanensis Elmer ex Merr. nom. nud. pro syn., Cyrtandra chavis-insectorum Kraenzl., Cyrtandra nervosa Kraenzl., Cyrtandra williamsii Kraenzl.): Sie kommt auf den Philippinen auf Negros, Biliran, Samar, Leyte, Mindanao sowie Basilan vor.[14]
- Cyrtandra magentiflora Gillett: Dieser Endemit kommt auf den Salomonen nur in Bougainville vor.[14]
- Cyrtandra magnoliifolia Kraenzl.: Sie kommt nur in Borneo vor.[14]
- Cyrtandra mamolea Reinecke: Dieser Endemit kommt in Samoa nur auf der Insel Upolu vor.[14]
- Cyrtandra mareensis Däniker: Sie kommt auf den Loyalitätsinseln nur auf der Insel Maré und vielleicht in Neukaledonien vor.[14] Es sind nur zwei Standorte bekannt mit insgesamt etwa 30 blühfähigen Exemplaren. Sie gilt nach IUCN als „Critically Endangered“ = „vom Aussterben bedroht“.[3]
- Cyrtandra martinii B.L.Burtt: Dieser Endemit kommt nur in Sarawak vor.[14]
- Cyrtandra mcgregorii Kraenzl.: Dieser Endemit kommt nur auf der philippinischen Insel Luzon vor.[14]
- Cyrtandra megalocalyx Schlechter: Sie kommt in Papua-Neuguinea vor.[14]
- Cyrtandra megalocrater Kraenzl.: Sie kommt in Sarawak sowie Kalimantan vor.[14]
- Cyrtandra megaphylla Hilliard & B.L.Burtt: Dieser Endemit kommt nur in Sarawak vor.[14]
- Cyrtandra melinocalyx Schlechter (Syn.: Cyrtandra melinocalyx Schlechter, nom. nud.): Sie kommt nur in Irian Jaya vor.[14]
- Cyrtandra membranacea Ridley: Sie kommt nur in Sumatra vor.[14]
- Cyrtandra membranifolia Elmer: Dieser Endemit kommt nur auf der philippinischen Insel Mindanao vor.[14]
- Cyrtandra mendumae Hilliard & B.L.Burtt: Dieser Endemit kommt nur in Sabah vor.[14]
- Cyrtandra menziesii Hook. & Arn. (Syn.: Cyrtandra brighamii C.B.Clarke, Cyrtandra menziesii var. gaudichaudiana C.B.Clarke, Cyrtandra subtilis H.St.John): Dieser Endemit kommt nur auf der hawaiischen Insel Hawaii vor.[14][9]
- Cyrtandra mesilauensis B.L.Burtt: Dieser Endemit kommt nur in Sabah vor.[14]
- Cyrtandra microcalyx Kraenzl.: Sie kommt nur in Borneo vor.[14]
- Cyrtandra microcarpa C.B.Clarke (Syn.: Cyrtandra borneensis C.B.Clarke): Dieser Endemit kommt nur in Sarawak vor.[14]
- Cyrtandra microphylla Merr.: Dieser Endemit kommt nur auf der philippinischen Insel Luzon vor.[14]
- Cyrtandra milnei Seem. ex A.Gray (Syn.: Cyrtandra des-voeuxi Horne nom. nud., Cyrtandra desvoeuxii Horne ex C.B.Clarke, Cyrtandra glandulosa Gillespie): Sie kommt nur in Fidschi auf den Inseln Viti Levu, Kandavu sowie Ovalau vor.[14]
- Cyrtandra mindanaensis Elmer: Dieser Endemit kommt nur auf der philippinischen Insel Mindanao vor.[14]
- Cyrtandra minjemensis Schlechter: Sie kommt in Papua-Neuguinea vor.[14]
- Cyrtandra minor S.Moore: Sie kommt nur in Sumatra vor.[14]
- Cyrtandra mirabilis C.B.Clarke: Sie kommt in Borneo in Sarawak sowie Kalimantan und auf den philippinischen Inseln Leyte sowie Mindanao vor.[14]
- Cyrtandra mollis De Vriese (Syn.: Rhynchocarpus mollis Reinw. ex De Vriese): Sie kommt nur in Celebes vor.[14]
- Cyrtandra montana Gillespie (Syn.: Cyrtandra bracteolosa A.C.Sm.): Dieser Endemit kommt nur auf der Fidschi-Insel Viti Levu vor.[14]
- Cyrtandra monticola K.Schum.: Sie kommt in Irian Jaya sowie in Papua-Neuguinea vor.[14]
- Cyrtandra montigena Schlechter: Sie kommt in Papua-Neuguinea vor.[14]
- Cyrtandra mooreaensis Gillett (Syn.: Cyrtandra velutina Nadeaud non Korthals ex C.B.Clarke): Dieser Endemit kommt auf den Gesellschaftsinseln nur in Moorea vor.[14]
- Cyrtandra mucronata Nadeaud: Sie kommt nur auf Tahiti vor.[14]
- Cyrtandra mucronatisepala Quisumb.: Dieser Endemit kommt nur auf der philippinischen Insel Mindanao vor.[14]
- Cyrtandra multibracteata C.B.Clarke: Sie kommt in Borneo in Kalimantan sowie Sarawak und vielleicht in Sabah vor.[14]
- Cyrtandra multicaulis B.L.Burtt: Dieser Endemit kommt nur in Sarawak vor.[14]
- Cyrtandra multifolia Merr.: Dieser Endemit kommt nur auf der philippinischen Insel Luzon vor.[14]
- Cyrtandra multiseptata Gillespie: Dieser Endemit kommt nur auf der Fidschi-Insel Viti Levu vor.[14]
- Cyrtandra muluensis B.L.Burtt: Dieser Endemit kommt nur in Sarawak vor.[14]
- Cyrtandra munroi C.Forbes (Syn.: Cyrtandra acmule H.St.John, Cyrtandra imparis H.St.John): Dieser Endemit kommt nur auf der hawaiischen Insel Lānaʻi vor.[14][9]
- Cyrtandra muskarimba A.C.Sm.: Sie kommt nur in Fidschi auf den Inseln Viti Levu sowie Vanua Levu vor.[14]
- Cyrtandra nabirensis Kanehira & Hatusima: Sie kommt nur in Irian Jaya vor.[14]
- Cyrtandra nadeaudii C.B.Clarke (Syn.: Cyrtandra tahitensis Nadeaud non Rich. ex A.Gray, Cyrtandra vestita Drake): Sie kommt nur auf den Gesellschaftsinseln in Tahiti sowie Moorea vor.[14]
- Cyrtandra nana Merr.: Sie kommt nur auf der philippinischen Insel Mindanao vor.[14]
- Cyrtandra nanawaleensis H.St.John (Syn.: Cyrtandra comosa H.St.John, Cyrtandra disgrega H.St.John, Cyrtandra fruticosa H.St.John, Cyrtandra hylematos H.St.John, Cyrtandra infera H.St.John, Cyrtandra kauensis H.St.John, Cyrtandra prolixa H.St.John, Cyrtandra spartoides H.St.John): Dieser Endemit kommt nur auf der hawaiischen Insel Hawaii vor.[14][9]
- Cyrtandra natewaensis Gillett (Syn.: Cyrtandra attenuata Gillett non Elmer): Sie kommt nur in Fidschi auf den Inseln Vanua Levu sowie Taveuni vor.[14][3]
- Cyrtandra navicellata Zipp. ex C.B.Clarke: Sie kommt nur in Sumatra vor.[14]
- Cyrtandra neiothiantha B.L.Burtt: Sie kommt nur in Brunei vor.[14]
- Cyrtandra nemorosa Blume (Syn.: Cyrtandra reticosa C.B.Clarke): Sie kommt nur in Java vor.[14]
- Cyrtandra neo-hebridensis Gillett: Dieser Endemit kommt in Vanuatu nur auf der Insel Erromango vor.[14]
- Cyrtandra nibongensis Hilliard & B.L.Burtt: Sie kommt nur in Sarawak vor.[14]
- Cyrtandra nitens C.B.Clarke (Syn.: Cyrtandra vaupelii Lauterb., Cyrtandra vaupelii subsp. subvelutina Rech.): Dieser Endemit kommt in Samoa nur auf der Insel Savaii vor.[14]
- Cyrtandra nodulosa Schlechter: Sie kommt nur in Papua-Neuguinea vor.[14]
- Cyrtandra nudiflora C.B.Clarke: Dieser Endemit kommt in Samoa nur auf der Insel Savaii vor.[14]
- Cyrtandra nukuhivensis F.Brown: Sie kommt auf den Marquesas auf den Inseln Nukuhiva sowie Ua Pou vor.[14]
- Cyrtandra oblongata Merr.: Sie kommt nur auf der philippinischen Insel Luzon vor.[14]
- Cyrtandra oblongifolia (Blume) Benth. & Hook. ex C.B.Clarke (Syn.: Whitia oblongifolia Blume, Cyrtandra oblongifolia var. nervosa C.B.Clarke, Whitia longifolia Blume, Whitia pilosa Zipp. ex C.B.Clarke nom. nud. pro syn.): Sie kommt in Borneo in Sarawak, Sabah, Kalimantan sowie Brunei, auf Siberut, Sumatra, Java und auf den Philippinen auf Luzon, Mindoro, Catanduanes, Samar, Leyte sowie Mindanao vor.[14]
- Cyrtandra obovata Gillett: Dieser Endemit kommt in Vanuatu nur auf der Insel Aneityum vor.[14]
- Cyrtandra occidentalis N.P.Balakr. & B.L.Burtt: Dieser Endemit kommt nur auf der Insel Groß Nikobar vor.[14]
- Cyrtandra occulta A.C.Sm.: Dieser Endemit kommt nur auf der Fidschi-Insel Viti Levu vor.[14]
- Cyrtandra ochroleuca B.L.Burtt: Sie kommt nur in Sarawak vor.[14]
- Cyrtandra oenobarba H.Mann (Syn.: Cyrtandra asaroides H.Lév., Cyrtandra obtusa H.St.John, Cyrtandra oenobarba var. herbacea (Wawra) A.Heller, Cyrtandra oenobarba var. petiolaris Wawra, Cyrtandra oenobarba var. proceripetiolata H.St.John, Cyrtandra oenobarba var. rotundifolia Wawra, Cyrtandra paludosa var. herbacea Wawra, Cyrtandra pubinervis H.St.John): Dieser Endemit kommt nur auf der hawaiischen Insel Kauaʻi vor.[14][9][3]
- Cyrtandra oligantha Korthals ex C.B.Clarke: Sie kommt nur in Sumatra vor.[14]
- Cyrtandra olona C.Forbes: Dieser Endemit kommt nur auf der hawaiischen Insel Kauaʻi vor.[14][9]
- Cyrtandra ootensis F.Brown:
  - Cyrtandra ootensis F.Brown var. ootensis: Dieser Endemit kommt auf den Marquesas nur auf der Insel Hiva Oa vor.[14]
  - Cyrtandra ootensis var. fatuhivensis Fosberg & Sachet: Dieser Endemit kommt auf den Marquesas nur auf der Insel Fatu Hiva vor.[14]
  - Cyrtandra ootensis var. mollissima Fosberg & Sachet: Dieser Endemit kommt auf den Marquesas nur auf der Insel Hivaoa vor.[14]
  - Cyrtandra ootensis var. quaylei Fosberg & Sachet: Dieser Endemit kommt auf den Marquesas nur auf der Insel Uahuka vor.[14]
- Cyrtandra oreogeiton K.Schum. (Syn.: Cyrtandropsis oreogeiton (K.Schum.) Schlechter): Sie kommt in Papua-Neuguinea vor.[14]
- Cyrtandra oxybapha W.L.Wagner & Herbst: Dieser Endemit kommt nur auf der hawaiischen Insel Maui vor.[14][9]
- Cyrtandra pachyneura Kraenzl. (Syn.: Cyrtandra alnifolia Kraenzl.): Sie kommt nur auf der philippinischen Insel Luzon vor.[14]
- Cyrtandra pachyphylla Kraenzl.: Sie kommt nur auf der philippinischen Insel Luzon vor.[14]
- Cyrtandra palawensis Schlechter: Sie kommt nur auf Palau auf einigen Inseln vor.[14]
- Cyrtandra paliku W.L.Wagner, K.R.Wood & D.H.Lorence: Dieser Endemit kommt nur im nördlichen Teil der hawaiischen Insel Kauaʻi in den Makaleha Bergen vor.[14][9] Es ist nur ein Standort bekannt mit insgesamt etwa 10 blühfähigen Exemplaren. Sie gilt nach IUCN als „Critically Endangered“ = „vom Aussterben bedroht“.[3]
- Cyrtandra palimasanica Hilliard & B.L.Burtt: Sie kommt nur in Kalimantan vor.[14]
- Cyrtandra pallida Elmer (Syn.: Cyrtandra laxa Elmer): Sie kommt nur auf den philippinischen Inseln Mindanao sowie Negros vor.[14]
- Cyrtandra paludosa Gaudich.:[14]
  - Cyrtandra paludosa Gaudich. var. paludosa (Syn.: Cyrtandra brevicalyx (Hillebrand) H.St.John, Cyrtandra garberi H.St.John, Cyrtandra glauca Drake, Cyrtandra hyperdasa H.St.John, Cyrtandra laevicalycis H.St.John, Cyrtandra nubincolens H.St.John, Cyrtandra paludosa var. subherbacea Wawra, Cyrtandra paludosa var. typica C.B.Clarke ex Rock, Cyrtandra paludosa var. typica Wawra nom. inval., Cyrtandra paludosa var. brevicalyx Hillebrand, Cyrtandra paludosa var. filipes Hillebrand ex Rock nom. nud. pro syn., Cyrtandra paludosa var. honopueensis H.St.John, Cyrtandra paludosa var. irrostrata H.St.John, Cyrtandra paludosa var. montana H.St.John): Sie kommt nur auf der hawaiischen Insel Kauaʻi, Oʻahu, Maui sowie Hawaii vor.[9]
  - Cyrtandra paludosa var. microcarpa Wawra (Syn. Cyrtandra orbicularis H.St.John, Cyrtandra sericea H.St.John): Dieser Endemit kommt nur auf der hawaiischen Insel Kauaʻi vor.[14][9]
- Cyrtandra panayensis Merr.: Sie kommt nur auf der philippinischen Insel Panay vor.[14]
- Cyrtandra pandurata Ridley: Sie kommt nur in Sumatra vor.[14]
- Cyrtandra panthothrix Kraenzl.: Sie kommt nur auf der philippinischen Insel Mahehei vor.[14]
- Cyrtandra papyracea B.L.Burtt: Sie kommt nur in Sarawak vor.[14]
- Cyrtandra paragibbsiae B.L.Burtt: Sie kommt nur in Brunei vor.[14]
- Cyrtandra paravelutina Hilliard & B.L.Burtt: Sie kommt nur in Kalimantan vor.[14]
- Cyrtandra parva Merr.: Sie kommt nur auf der philippinischen Insel Mindanao vor.[14]
- Cyrtandra parviflora C.B.Clarke (Syn.: Cyrtandra micrantha Kraenzl.): Sie kommt nur auf der philippinischen Insel Luzon vor.[14]
- Cyrtandra parvifolia Merr. (Syn.: Cyrtandra fragilis Elmer): Sie kommt nur auf den philippinischen Inseln Mindoro, Panay, Negros sowie Mindanao vor.[14]
- Cyrtandra parvifructa Hilliard & B.L.Burtt: Dieser Endemit kommt nur in Kalimantan vor.[14]
- Cyrtandra patentiserrata Bramley & Cronk: Sie kommt nur in Sumatra vor.[14]
- Cyrtandra patula Ridley: Sie kommt in Thailand und auf der Malaiischen Halbinsel in Negeri Sembilan, Pahang, Perak sowie Selangor vor.[14]
- Cyrtandra pauciflora Ridley: Sie kommt nur in Sumatra vor.[14]
- Cyrtandra paxiana Lauterb.: Dieser Endemit kommt nur in Kalimantan vor.[14]
- Cyrtandra pedicellata B.L.Burtt: Dieser Endemit kommt nur in Sabah vor.[14]
- Cyrtandra peltata Jack: Sie kommt nur in Sumatra vor.[14]
- Cyrtandra pendula Blume (Syn.: Cyrtandra bicolor var. septentrionalis Ridley, Cyrtandra blumeana C.B.Clarke nom. nud., Cyrtandra pendula var. blumeana C.B.Clarke, Cyrtandra pendula var. genuina Hochr. nom. superfl., Cyrtandra pendula var. subsessilis Bakh. f., Cyrtandra rotundifolia Ridley): Sie kommt in Thailand, Singapur, Sumatra, Java und auf der Malaiischen Halbinsel in Johore, Negeri Sembilan, Pahang, Perak sowie Selangor vor.[14]
- Cyrtandra penduliflora Kraenzl.:[14]
  - Cyrtandra penduliflora Kraenzl. var. penduliflora: Sie kommt nur in Sarawak, Kalimantan und vielleicht Brunei vor.[14]
  - Cyrtandra penduliflora var. grossipilosa Hilliard & B.L. Burtt: Sie kommt nur in Sarawak, Kalimantan und Brunei vor.[14]
- Cyrtandra perplexa S.Moore: Sie kommt nur in Sumatra vor.[14]
- Cyrtandra phaeodictyon Schlechter: Sie kommt in Papua-Neuguinea vor.[14]
- Cyrtandra phaeotricha Schlechter (Syn.: Cyrtandra baeotricha Schlechter ex I.K., Cyrtandra phaeotricha Schlechter nom. nud.): Dieser Endemit kommt nur in Irian Jaya vor.[14]
- Cyrtandra phoenicea C.B.Clarke: Dieser Endemit kommt nur auf der Insel Seram vor.[14]
- Cyrtandra phoenicoides Hilliard & B.L.Burtt: Sie kommt in Sarawak sowie Brunei vor.[14]
- Cyrtandra phoenicolasia Lauterb.: Sie kommt nur in Sarawak, Sabah, Kalimantan und Brunei vor.[14]
- Cyrtandra pickeringii A.Gray (Syn.: Cyrtandra hii C.Forbes, Cyrtandra imparifolia H.St.John, Cyrtandra makalehaensis H.St.John, Cyrtandra quiritis H.St.John, Cyrtandra semiorbicularis H.St.John, Cyrtandra septemiflora H.St.John): Dieser Endemit kommt nur auf der hawaiischen Insel Kauaʻi vor.[14][9]
- Cyrtandra picta Blume:
  - Cyrtandra picta Blume var. picta: (Syn.: Cyrtandra glabra Herb. Korth. ex C.B.Clarke nom. nud. pro syn., Cyrtandra longepetiolata De Vriese, Rhynchocarpus glaber Herb. Reinw. ex C.B.Clarke nom. nud. pro syn., Rhynchocarpus glaber Reinw. nom. nud., Rhynchocarpus nemorosus Blume nom. nud.): Sie kommt in Java und vielleicht in Sumatra vor.[14]
  - Cyrtandra picta var. cordifolia Kuntze: Dieser Endemit kommt in Java nur in Gede vor.[14]
  - Cyrtandra picta var. ovatifolia Kuntze: Dieser Endemit wurde bisher nur in einem kleinen Gebiet („Tjibodas“) auf Java gefunden.[14]
- Cyrtandra pilosa Blume (Syn.: Cyrtandra pallescens Jack ex C.B.Clarke, Cyrtandra pilosicalycis H.St.John & Takeuchi): Sie kommt in Java und vielleicht in Sumatra und Borneo vor.[14]
- Cyrtandra pilostyla K.Schum.: Sie kommt in Papua-Neuguinea vor.[14]
- Cyrtandra pinatubensis Elmer: Sie kommt nur auf der philippinischen Insel Luzon vor.[14]
- Cyrtandra platyphylla A.Gray (Syn.: Cyrtandra baccifera C.B.Clarke, Cyrtandra begoniaefolia Hillebrand, Cyrtandra clarkei Vatke ex Skottsb. non Stapf, Cyrtandra cordata H.St.John, Cyrtandra cordifolia var. gynoglabra Rock, Cyrtandra crinalis H.St.John, Cyrtandra hillebrandii C.B.Clarke non Vatke, Cyrtandra malacophylla var. erosa Rock, Cyrtandra mattiensis Rock, Cyrtandra mauiensis Rock, Cyrtandra mauiensis var. truncata Rock, Cyrtandra ovatiloba H.St.John, Cyrtandra petila H.St.John, Cyrtandra pickeringii var. waiheae Rock, Cyrtandra platyphylla var. hiloensis Rock, Cyrtandra platyphylla var. robusta Rock, Cyrtandra waiheae (Rock) H.St.John): Sie kommt nur auf den hawaiischen Inseln Maui sowie Hawaii vor.[14][9]
- Cyrtandra plectranthiflora Kraenzl.: Dieser Endemit kommt nur auf der philippinischen Insel Luzon vor.[14]
- Cyrtandra plicata Hilliard: Dieser Endemit kommt nur in Kalimantan vor.[14]
- Cyrtandra pogonantha A.Gray (Syn.: Cyrtandra godeffroyi Reinecke, Cyrtandra godeffroyi subsp. utumapae Rech.): Sie kommt in Samoa nur auf den Inseln Savaii, Manono, Upolu sowie Tutuila vor.[14]
- Cyrtandra poiensis B.L.Burtt: Sie kommt nur in Sarawak vor.[14]
- Cyrtandra poikilophylla Kraenzl.: Sie kommt nur in Borneo vor.[14]
- Cyrtandra polyantha C.B.Clarke: Dieser Endemit kommt nur auf der hawaiischen Insel Oʻahu vor.[14][9] Es ist nur ein Standort bekannt mit weniger 50 blühfähigen Exemplaren. Sie gilt nach IUCN als „Critically Endangered“ = „vom Aussterben bedroht“.[3]
- Cyrtandra polyneura (C.B.Clarke) B.L.Burtt (Syn.: Cyrtandra decurrens var. polyneura C.B.Clarke): Sie kommt in Sulawesi sowie auf den Talaudinseln vor.[14]
- Cyrtandra populifolia Miq. (Syn.: Cyrtandra fusca Herb. Mus. Lugd. ex C.B.Clarke nom. nud. pro syn., Cyrtandra populifolia var. acaulis Hochr., Cyrtandra populifolia var. reinwardtii C.B.Clarke, Cyrtandra populifolia var. typica Hochr. nom. superfl., Cyrtandra reinwardtii (C.B.Clarke) Bakh. f., Cyrtandra reinwardtii (C.B.Clarke) Boerlage): Sie kommt nur in Java vor.[14]
- Cyrtandra poulsenii B.L.Burtt (Syn.: Cyrtandra glomeruliflora B.L.Burtt): Dieser Endemit kommt nur in Brunei vor.[14]
- Cyrtandra prattii Gillespie: Dieser Endemit kommt nur auf der Fidschi-Insel Viti Levu vor.[14]
- Cyrtandra pritchardii Seem. (Syn.: Cyrtandra coriacea C.B.Clarke, Cyrtandra gracilipes Gillespie, Cyrtandra pritchardii Seem. nom. nud., Cyrtandra pritchardii Seem. ex A.Gray nom. nud.): Sie kommt nur in Fidschi auf den Inseln Viti Levu sowie Ovalau vor.[14]
- Cyrtandra procera Hillebrand (Syn.: Cyrtandra arborescens Hillebrand ex Rock nom. nud. pro syn., Cyrtandra curvata H.St.John, Cyrtandra pepeopaeensis H.St.John): Dieser Endemit kommt nur auf der hawaiischen Insel Molokaʻi vor.[14][9]
- Cyrtandra propinqua C.Forbes (Syn.: Cyrtandra leucocalyx H.St.John, Cyrtandra trionanthe H.St.John & Takeuchi): Dieser Endemit kommt nur auf der hawaiischen Insel Oʻahu vor.[14][9]
- Cyrtandra prostrata Kraenzl.: Sie kommt nur in Kalimantan vor.[14]
- Cyrtandra pruinosa H.St.John & Storey: Dieser Endemit kommt nur auf der hawaiischen Insel Oʻahu vor.[14][9]
- Cyrtandra pulchella Rich ex A.Gray: Sie kommt in Samoa nur auf den Inseln Tutuila, Taʻū sowie Olosega vor.[14]
- Cyrtandra pulgarensis H.J.Atkins & Cronk: Dieser Endemit kommt nur auf der philippinischen Insel Palawan vor.[14]
- Cyrtandra pulleana Lauterb.: Sie kommt in Neuguinea vor.[14]
- Cyrtandra pumilio B.L.Burtt: Dieser Endemit kommt nur in Sarawak vor.[14]
- Cyrtandra punctatissima Kraenzl.: Sie kommt nur in Borneo vor.[14]
- Cyrtandra purpurea H.J.Atkins: Sie kommt nur in Celebes vor.[14]
- Cyrtandra purpureofucata R.Bone & H.J.Atkins: Sie wurde 2013 aus den Latimojong Bergen im südlichen Sulawesi (Sulawesi Selatan) erstbeschrieben.[15]
- Cyrtandra purpurifolia Gillett: Sie kommt auf den Salomonen in Bougainville sowie Guadalcanal vor.[14]
- Cyrtandra quercifolia S.Moore: Dieser Endemit kommt nur in Irian Jaya vor.[14]
- Cyrtandra quinquenotata Kraenzl.: Dieser Endemit kommt nur in Kalimantan vor.[14]
- Cyrtandra quisumbingii Elmer:[14]
  - Cyrtandra quisumbingii Elmer var. quisumbingii: Dieser Endemit kommt nur auf der philippinischen Insel Luzon vor.[14]
  - Cyrtandra quisumbingii var. minor Elmer: Dieser Endemit kommt nur auf der philippinischen Insel Luzon vor.[14]
- Cyrtandra radiciflora C.B.Clarke: Dieser Endemit kommt nur in Sarawak vor.[14]
- Cyrtandra raiateensis J.W.Moore (Syn.: Cyrtandra raiateensis var. elliptica J.W.Moore): Dieser Endemit kommt nur auf der Gesellschaftsinsel Raiatea vor.[14]
- Cyrtandra ramiflora Elmer: Dieser Endemit kommt nur auf der philippinischen Insel Mindanao vor.[14]
- Cyrtandra ramunculosa Hilliard & B.L.Burtt: Dieser Endemit kommt nur in Kalimantan vor.[14]
- Cyrtandra rarotongensis Cheeseman: Dieser Endemit kommt nur auf der Cook-Insel Rarotonga vor.[14] Es ist nur ein Standort bekannt, 2010 wurden nur noch zwei blühfähige Exemplare gefunden. Sie gilt nach IUCN als „Critically Endangered“ = „vom Aussterben bedroht“.[3]
- Cyrtandra repens De Vriese (Syn.: Cyrtandra picta Zoll. non Blume, Cyrtandra picta var. pseudohirsuta Hochr., Cyrtandra picta var. repens (Vriese) Bakh. f., Cyrtandra picta var. typica Hochr. nom. superfl., Rhynchocarpus repens Reinw. ex De Vriese): Sie kommt nur in Java vor.[14]
  - Cyrtandra repens var. monantha C.B.Clarke: Sie kommt nur in Java vor.[14]
- Cyrtandra reticulata Gillett: Dieser Endemit kommt nur auf der Fidschi-Insel Vanua Levu vor.[14]
- Cyrtandra revoluta Fosberg & Sachet: Dieser Endemit kommt auf den Marquesas nur auf der Insel Fatu Hiva vor.[14]
- Cyrtandra rhabdothamnos Schlechter: Sie kommt in Papua-Neuguinea vor.[14]
- Cyrtandra rhizantha Kraenzl.: Sie kommt nur in Celebes vor.[14]
- Cyrtandra rhyncanthera C.B.Clarke: Sie kommt nur in Sumatra vor.[14]
- Cyrtandra richii A.Gray (Syn.: Cyrtandra hufnagelii Reinecke): Dieser Endemit kommt in Samoa nur auf den Inseln Savaii sowie Upolu vor.[14]
- Cyrtandra rivularis H.St.John & Storey (Syn.: Cyrtandra villosa H.St.John & Storey): Dieser Endemit kommt nur auf der hawaiischen Insel Oʻahu vor.[14][9]
- Cyrtandra robusta Kraenzl.: Dieser Endemit kommt nur in Kalimantan vor.[14]
- Cyrtandra roemeri Lauterb.: Dieser Endemit kommt nur in Irian Jaya vor.[14]
- Cyrtandra rosea Ridley: Sie kommt nur in Sumatra vor.[14]
- Cyrtandra roseiflora H.J.Atkins: Sie kommt nur in Celebes vor.[14]
- Cyrtandra roseo-alba Kraenzl.: Sie kommt nur auf der philippinischen Insel Luzon vor.[14]
- Cyrtandra rostrata Blume:[14]
  - Cyrtandra rostrata Blume var. rostrata: Sie kommt nur in Java vor.[14]
  - Cyrtandra rostrata var. sericea Bakh. f.: Sie kommt nur in Java vor.[14]
  - Cyrtandra rostrata var. subsessilis S.Moore: Sie kommt nur in Sumatra vor.[14]
- Cyrtandra rotumaensis H.St.John: Sie kommt nur auf den Rotuma-Inseln und sie umgebenden Inseln vor.[14]
- Cyrtandra rubiginosa Jack: Sie kommt nur in Sumatra vor.[14]
- Cyrtandra rubra De Vriese (Syn.: Cyrtandra grandis var. rubra (De Vriese) Bakh. f., Cyrtandra rubra Blume nom. nud. pro syn., Cyrtandra rubra var. perahuensis Hochr.): Sie kommt nur in Java vor.[14]
- Cyrtandra rubricalyx B.L.Burtt: Sie kommt nur in Sabah vor.[14]
- Cyrtandra rubropicta Kraenzl.: Sie kommt in Sarawak sowie Kalimantan vor.[14]
- Cyrtandra rufa Bakh. f. (Syn.: Whitia carnosa Blume): Sie kommt in Java sowie Sumatra vor.[14]
- Cyrtandra rufotricha Merr.: Dieser Endemit kommt nur auf der philippinischen Insel Mindanao vor.[14]
- Cyrtandra rupicola Elmer: Dieser Endemit kommt nur auf der philippinischen Insel Palawan vor.[14]
- Cyrtandra russa C.B.Clarke: Dieser Endemit kommt nur in Sarawak vor.[14]
- Cyrtandra sagetorum Schlechter (Syn.: Cyrtandra ligulifera var. glabrescens Lauterb.): Sie kommt in Neuguinea vor.[14]
- Cyrtandra saligna Kraenzl.: Dieser Endemit kommt nur auf der philippinischen Insel Mindanao vor.[14]
- Cyrtandra samoensis A.Gray (Syn.: Cyrtandra kraemeri Reinecke, Cyrtandra listeri Hemsl.): Sie kommt auf Samoa auf den Inseln Savaii, Upolu, Tutuila sowie Olosega, auf Niue und den Tonga-Inseln Kao, Tofua sowie ʻEua vor.[14]
- Cyrtandra sandakanensis B.L.Burtt: Dieser Endemit kommt nur in Sabah vor.[14]
- Cyrtandra sandei De Vriese (Syn.: Cyrtandra sanderi Koord.-Schum.):[14]
  - Cyrtandra sandei De Vriese var. sandei: Sie kommt in Java sowie Sumatra vor.[14]
  - Cyrtandra sandei var. glabrescens De Vriese (Syn.: Cyrtandra bataviensis C.B.Clarke, Rhynchocarpus bataviae Herb. Mus. Lugd. ex C.B.Clarke nom. nud. pro syn.): Sie kommt nur in Java vor.[14]
- Cyrtandra sandwicensis (H.Lév.) H.St.John & Storey (Syn.: Viola sandwicensis H.Lév.): Dieser Endemit kommt nur auf der hawaiischen Insel Oʻahu vor.[14][9]
- Cyrtandra saniensis Schlechter (Syn.: Cyrtandra saniensis Schlechter nom. nud.): Dieser Endemit kommt nur in Irian Jaya vor.[14]
- Cyrtandra santosii Merr.: Dieser Endemit kommt nur auf der philippinischen Insel Luzon vor.[14]
- Cyrtandra sarawakensis C.B.Clarke:[14]
  - Cyrtandra sarawakensis C.B.Clarke var. sarawakensis: Sie kommt in Sarawak und vielleicht Sabah sowie Brunei vor.[14]
  - Cyrtandra sarawakensis var. longipilosa Hilliard & B.L.Burtt: Dieser Endemit kommt nur in Sarawak vor.[14]
- Cyrtandra saxicola Schlechter: Sie kommt in Papua-Neuguinea vor.[14]
- Cyrtandra schizocalyx Gillett: Sie kommt auf Vanuatu nur auf den Inseln Espiritu Santo sowie Efate vor.[14]
- Cyrtandra schizostyla C.B.Clarke: Dieser Endemit kommt nur in Sarawak vor.[14]
- Cyrtandra schraderi K.Schum.: Sie kommt in Papua-Neuguinea vor.[14]
- Cyrtandra schultzei Schlechter: Sie kommt in Papua-Neuguinea vor.[14]
- Cyrtandra schumanniana Schlechter: Sie kommt in Papua-Neuguinea vor.[14]
- Cyrtandra scutata S.Moore: Sie kommt nur in Sumatra vor.[14]
- Cyrtandra scutifolia B.L.Burtt: Dieser Endemit kommt nur in Sarawak vor.[14]
- Cyrtandra seganica Hilliard & B.L.Burtt: Dieser Endemit kommt nur in Sarawak vor.[14]
- Cyrtandra sepikana Schlechter: Sie kommt in Papua-Neuguinea vor.[14]
- Cyrtandra sericifolia Gillett: Dieser Endemit kommt auf den Salomonen nur in Bougainville vor.[14]
- Cyrtandra serratifolia H.J.Atkins: Sie kommt nur in Celebes vor.[14]
- Cyrtandra serratobracteata Lauterb.: Dieser Endemit kommt nur in Kalimantan vor.[14]
- Cyrtandra sessilis H.St.John & Storey: Dieser Endemit kommt nur auf der hawaiischen Insel Oʻahu vor.[14][9]
- Cyrtandra sibuyanensis Elmer: Sie kommt nur auf den philippinischen Insel Mindoro, Sibuyan sowie Panay vor.[14]
- Cyrtandra similis Quisumb.: Dieser Endemit kommt nur auf der philippinischen Insel Luzon vor.[14]
- Cyrtandra simplex Merr.: Sie kommt nur in Sabah vor.[14]
- Cyrtandra sinclairiana B.L.Burtt: Dieser Endemit kommt nur in Sabah vor.[14]
- Cyrtandra smithiana B.L. Burtt: Sie kommt nur in Sarawak sowie Sabah vor.[14]
- Cyrtandra sororia Schlechter (Syn.: Cyrtandra sororia Schlechter nom. nud.): Dieser Endemit kommt nur in Irian Jaya vor.[14]
- Cyrtandra sorsogonensis Merr.: Dieser Endemit kommt nur auf der philippinischen Insel Luzon vor.[14]
- Cyrtandra spathacea A.C.Sm.: Sie kommt nur in Fidschi auf den Inseln Viti Levu sowie Kandavu vor.[14][3]
- Cyrtandra spathulata H.St.John (Syn.: Cyrtandra alikaensis H.St.John, Cyrtandra biformalis H.St.John, Cyrtandra callaina H.St.John, Cyrtandra capillata H.St.John, Cyrtandra hians H.St.John, Cyrtandra malina H.St.John, Cyrtandra oopuolaensis H.St.John, Cyrtandra orientalis H.St.John, Cyrtandra petiolata H.St.John, Cyrtandra terna H.St.John, Cyrtandra terniflora H.St.John, Cyrtandra waikamoiensis H.St.John): Dieser Endemit kommt nur auf der hawaiischen Insel Maui vor.[14][9]
- Cyrtandra spectabilis R.Bone & H.J.Atkins: Sie wurde 2013 aus den Latimojong Bergen im südlichen Sulawesi (Sulawesi Selatan) erstbeschrieben.[15]
- Cyrtandra spelaea B.L.Burtt: Sie kommt nur in Sarawak vor.[14]
- Cyrtandra sphaerocalyx K.Schum. (Syn.: Cyrtandropsis sphaerocalyx (K.Schum.) Schlechter): Sie kommt in Papua-Neuguinea vor.[14]
- Cyrtandra spicata De Vriese:[14]
  - Cyrtandra spicata De Vriese var. spicata (Syn.: Rhynchocarpus spicatus Reinw. ex De Vriese): Sie kommt nur in Celebes und vielleicht Java vor.[14]
  - Cyrtandra spicata var. hasskarlii C.B.Clarke: Sie kommt nur in Java vor.[14]
- Cyrtandra splendens C.B.Clarke (Syn.: Cyrtandra mamillata Hallier f.): Dieser Endemit kommt nur in Sarawak vor.[14]
- Cyrtandra stenoptera Bramley & Cronk: Sie kommt nur in Sumatra vor.[14]
- Cyrtandra stolleana Schlechter: Sie kommt nur in Papua-Neuguinea vor.[14]
- Cyrtandra stonei B.L.Burtt (Syn.: Cyrtandra dispar var. glabriflora B.C.Stone): Dieser Endemit kommt auf der Malaiischen Halbinsel nur in Pahang vor.[14]
- Cyrtandra strictipes Kraenzl.: Sie kommt nur in Kalimantan vor.[14]
- Cyrtandra strongiana Kraenzl. (Syn.: Cyrtandra mirabilis Kraenzl. non C.B.Clarke): Dieser Endemit kommt nur auf der philippinischen Insel Mindanao vor.[14]
- Cyrtandra suberosa Lauterb.: Sie kommt nur in Irian Jaya vor.[14]
- Cyrtandra subglabra Merr.: Sie kommt nur auf der philippinischen Insel Mindanao vor.[14]
- Cyrtandra subgrandis B.L.Burtt (Syn.: Cyrtandra grandis Kraenzl. non Blume): Sie kommt in Sarawak sowie Kalimantan vor.[14]
- Cyrtandra sublanea Hilliard & B.L.Burtt: Dieser Endemit kommt nur in Brunei vor.[14]
- Cyrtandra subsphaerocarpa B.L.Burtt: Dieser Endemit kommt nur in Sarawak vor.[14]
- Cyrtandra subulibractea Gillett: Sie kommt auf den Salomonen von Bougainville bis Malaita vor.[14]
- Cyrtandra subumbellata (Hillebrand) H.St.John & Storey (Syn.: Cyrtandra gracilis var. subumbellata Hillebrand, Cyrtandra subumbellata var. intonsa H.St.John): Dieser Endemit kommt nur auf der hawaiischen Insel Oʻahu vor.[14][9]
- Cyrtandra suffruticosa Ridley (Syn.: Cyrtandra falcata Ridley): Sie auf der Malaiischen Halbinsel in Johore, Perak, Pahang, Selangor sowie Terengganu vor.[14]
- Cyrtandra sulcata Blume (Syn.: Cyrtandra nemorosa De Vriese non Blume, Cyrtandra nemorosa Miq. non Blume): Sie kommt nur in Java vor.[14]
- Cyrtandra tagaleurium Kraenzl.: Sie kommt nur auf den philippinischen Inseln Camiguin sowie Mindanao vor.[14]
- Cyrtandra tahuatensis Fosberg & Sachet: Dieser Endemit kommt nur auf den Marquesas nur auf der Insel Tahuata vor.[14]
- Cyrtandra taitensis Rich ex A.Gray (Syn.: Cyrtandra glabrata Solander ex C.B.Clarke): Dieser Endemit kommt nur auf Tahiti vor.[14]
- Cyrtandra talonensis Elmer: Dieser Endemit kommt nur auf der philippinischen Insel Mindanao vor.[14]
- Cyrtandra tarsodes B.L.Burtt: Sie kommt in Papua-Neuguinea vor.[14]
- Cyrtandra taviunensis Gillespie: Dieser Endemit kommt nur auf der Fidschi-Insel Taveuni vor.[14][3]
- Cyrtandra tayabensis Elmer: Sie kommt nur auf der philippinischen Insel Luzon und vielleicht Negros vor.[14]
- Cyrtandra tecomiflora Kraenzl.: Dieser Endemit kommt nur auf der philippinischen Insel Mindanao vor.[14]
- Cyrtandra tempestii Horne ex C.B.Clarke (Syn.: Cyrtandra tempestii Horne nom. nud.): Dieser Endemit kommt nur auf der Fidschi-Insel Taveuni vor.[14][3]
- Cyrtandra tenebrosa B.L.Burtt: Sie kommt in Sarawak, Brunei sowie Kalimantan vor.[14]
- Cyrtandra tenuicarpa H.J.Atkins: Sie kommt nur in Celebes vor.[14]
- Cyrtandra tenuipes Merr. (Syn.: Cyrtandra longipedunculata Merr. non Rechinger): Sie kommt nur auf der philippinischen Insel Luzon vor.[14]
- Cyrtandra tenuisepala Quisumb.: Dieser Endemit kommt nur auf der philippinischen Insel Luzon vor.[14]
- Cyrtandra teres C.B.Clarke: Sie kommt nur in Borneo vor.[14]
- Cyrtandra terrae-guilelmii K.Schum.: Sie kommt Papua-Neuguinea sowie im Bismarck-Archipel nur auf der Insel Neubritannien vor.[14]
- Cyrtandra tesselata Hilliard & B.L.Burtt: Dieser Endemit kommt nur in Sarawak vor.[14]
- Cyrtandra teysmannii Miq.: Sie kommt nur in Sumatra vor.[14]
- Cyrtandra thamnodes B.L.Burtt: Dieser Endemit kommt nur in Sarawak vor.[14]
- Cyrtandra thibaultii Fosberg & Sachet: Dieser Endemit kommt nur auf den Marquesas nur auf der Insel Nukuhiva vor.[14]
- Cyrtandra tibangensis B.L.Burtt: Dieser Endemit kommt nur in Sarawak vor.[14]
- Cyrtandra tintinnabula Rock (Syn.: Cyrtandra pluviosa H.St.John): Dieser Endemit kommt nur auf der hawaiischen Insel Hawaii vor.[14][9]
- Cyrtandra todaiensis Kanehira (Syn.: Protocyrtandra todaiensis (Kanehira) Hosokawa): Sie kommt nur auf einigen Inseln Palaus vor.[14]
- Cyrtandra tohiveaensis Gillett: Dieser Endemit kommt auf den Gesellschaftsinseln nur in Moorea vor.[14]
- Cyrtandra tomentosa A.C.Sm.: Dieser Endemit kommt nur auf der Fidschi-Insel Viti Levu vor.[14]
- Cyrtandra toreniiflora B.L.Burtt: Dieser Endemit kommt nur in Kalimantan vor.[14]
- Cyrtandra toviana F.Brown: Dieser Endemit kommt auf den Marquesas nur auf der Insel Nukuhiva vor.[14]
- Cyrtandra trachycaulis K.Schum.: Sie kommt in Papua-Neuguinea vor.[14]
- Cyrtandra treubiana Schlechter (Syn.: Cyrtandra treubiana Schlechter nom. nud.): Sie kommt nur in Irian Jaya vor.[14]
- Cyrtandra trichocalyx Gillett: Sie kommt im Bismarck-Archipel nur auf der Insel Neubritannien sowie auf der Salomonen-Insel Bougainville vor.[14]
- Cyrtandra trichodon Ridley: Sie kommt nur in Sumatra vor.[14]
- Cyrtandra trichophylla A.C.Sm.: Dieser Endemit kommt nur auf der Fidschi-Insel Viti Levu vor.[14]
- Cyrtandra trisepala C.B.Clarke (Syn.: Cyrtandra producta Kraenzl.): Sie kommt in Sarawak, Kalimantan und vielleicht in Sabah vor.[14]
- Cyrtandra trivialis Kraenzl.: Dieser Endemit kommt nur auf der philippinischen Insel Luzon vor.[14]
- Cyrtandra tubibractea Hilliard & B.L.Burtt: Sie kommt nur in Sabah vor.[14]
- Cyrtandra tubiflora Kraenzl.: Sie kommt nur in Sarawak vor.[14]
- Cyrtandra tunohica Hilliard & B.L.Burtt: Sie kommt nur in Sarawak vor.[14]
- Cyrtandra uahukaensis W.L.Wagner & Lorence: Sie wurde 2013 erstbeschrieben und kommt auf den Marquesas nur auf der Insel Ua Huka vor.[11]
- Cyrtandra uapouensis W.L.Wagner & Lorence: Sie wurde 2013 erstbeschrieben und kommt auf den Marquesas nur auf der Insel Ua Pou vor.[11]
- Cyrtandra umbellifera Merr. (Syn.: Cyrtandra kotoensis Hosokawa): Sie kommt in Taiwan nur auf der Insel Lan Yu sowie auf den philippinischen Batan-Inseln vor.[14]
- Cyrtandra umbraticola Schlechter: Sie kommt in Papua-Neuguinea vor.[14]
- Cyrtandra undata Hilliard & B.L.Burtt: Sie kommt nur in Sarawak vor.[14]
- Cyrtandra uniflora B.L.Burtt: Sie kommt nur in Sarawak vor.[14]
- Cyrtandra urceolata C.B.Clarke: Sie kommt nur in Sarawak sowie Kalimantan vor.[14]
- Cyrtandra urdanetensis Elmer: Dieser Endemit kommt nur auf der philippinischen Insel Mindanao vor.[14]
- Cyrtandra urvillei C.B.Clarke (Syn.: Cyrtandra ponapensis Kanehira): Sie kommt nur auf den Karolinen nur auf Pohnpei (Ponape) und Kusaie (Kosrae) vor.[14]
- Cyrtandra vaginata B.L.Burtt: Sie kommt nur in Sarawak vor.[14]
- Cyrtandra vairiae Drake (Syn.: Cyrtandra virgata Nadeaud): Dieser Endemit kommt nur auf Tahiti vor.[14]
- Cyrtandra valviloba Gillett: Sie kommt nur im Bismarck-Archipel auf den Inseln Neuirland sowie Neubritannien vor.[14]
- Cyrtandra vanoverberghii Kraenzl.: Sie kommt nur auf der philippinischen Insel Luzon vor.[14]
- Cyrtandra velutina Korthals ex C.B.Clarke: Dieser Endemit kommt nur in Kalimantan vor.[14]
- Cyrtandra ventricosa Gillett: Sie kommt nur in Fidschi auf den Inseln Vanua Levu, Yathata sowie Taveuni vor.[14]
- Cyrtandra versteegii Lauterb.: Dieser Endemit kommt nur in Irian Jaya vor.[14]
- Cyrtandra vescoi Drake: Dieser Endemit kommt nur auf Tahiti vor.[14]
- Cyrtandra vesiculata Gillett: Dieser Endemit kommt auf Vanuatu nur auf der Insel Espiritu Santo vor.[14]
- Cyrtandra vespertina H.St.John (Syn.: Cyrtandra occidentalis H.St.John non Balakrishnan & Burtt): Dieser Endemit kommt auf hawaiischen Inseln vor.[14]
- Cyrtandra victoriae Gillespie: Dieser Endemit kommt nur auf der Fidschi-Insel Viti Levu vor.[14]
- Cyrtandra villifructus Hilliard & B.L.Burtt: Dieser Endemit kommt nur in Sarawak vor.[14]
- Cyrtandra villosissima Merr. (Syn.: Slackia philippinensis Kraenzl.): Sie kommt nur auf der philippinischen Insel Mindanao und vielleicht Palawan sowie Negros vor.[14]
- Cyrtandra virescens Schlechter: Sie kommt in Papua-Neuguinea vor.[14]
- Cyrtandra viridescens C.B.Clarke: Sie kommt nur in Sumatra vor.[14]
- Cyrtandra viridiflora H.St.John & Storey (Syn.: Cyrtandra crassifolia sensu Rock): Dieser Endemit kommt nur auf der hawaiischen Insel Oʻahu vor.[14][9]
- Cyrtandra vitiensis Seem. (Syn.: Cyrtandra vitiensis Seem. nom. nud., Cyrtandra vitiensis Seem. ex A.Gray nom. nud.): Dieser Endemit kommt nur auf der Fidschi-Insel Viti Levu vor.[14]
- Cyrtandra vriesii C.B.Clarke: Sie kommt nur in Celebes vor.[14]
- Cyrtandra vulpina (Kraenzl.) B.L.Burtt (Syn.: Didymocarpus vulpinus Kraenzl.): Sie kommt in Sarawak sowie Kalimantan vor.[14]
- Cyrtandra wagneri Lorence & Perlman: Dieser Endemit kommt nur auf der hawaiischen Insel Hawaii vor und wurde 2007 erstbeschrieben.[14][1][9]
- Cyrtandra waianaeensis H.St.John & Storey: Dieser Endemit kommt nur auf der hawaiischen Insel Oʻahu vor.[14][9]
- Cyrtandra wainihaensis H.Lév. (Syn.: Cyrtandra macilenta H.St.John, Cyrtandra pentenourou H.St.John): Dieser Endemit kommt nur auf der hawaiischen Insel Kauaʻi vor.[14][9]
- Cyrtandra waiolani Wawra (Syn.: Cyrtandra hillebrandii Vatke, Cyrtandra hirsuta Hillebrand ex C.B.Clarke nom. nud. pro syn., Cyrtandra oahuensis H.Lév., Cyrtandra waiolani var. capitata Hillebrand): Dieser Endemit kommt nur auf der hawaiischen Insel Oʻahu vor.[14][9] Sie wurde 2003 als in der Wildnis ausgestorben bewertet.[3]
- Cyrtandra wollastonii S.Moore: Dieser Endemit kommt nur in Irian Jaya vor.[14]
- Cyrtandra wallichii (C.B.Clarke) B.L.Burtt (Syn.: Cyrtandra decurrens var. wallichii C.B.Clarke, Cyrtandra frutescens Wall. p.p. non Jack, Cyrtandra grandiflora Ridley non Gaudichaud): Sie kommt Thailand und auf der Malaiischen Halbinsel in Johore, Kelantan, Negeri Sembilan, Pahang, Penang, Perak, Selangor, Terengganu vor.[14]
- Cyrtandra warburgiana Lauterb. (Syn.: Cyrtandra campanulata Merr. non Reinecke): Sie kommt in Sarawak, Sabah sowie Kalimantan vor.[14]
- Cyrtandra wariana Schlechter: Sie kommt in Papua-Neuguinea auf im Bismarck-Archipel auf den Inseln Neuirland sowie Neubritannien vor.[14]
- Cyrtandra wawrae C.B.Clarke (Syn.: Cyrtandra clypeata H.St.John, Cyrtandra haupuensis H.St.John, Cyrtandra peltata Wawra non Jack, Cyrtandra wawrae Hillebrand non C.B.Clarke): Dieser Endemit kommt nur auf der hawaiischen Insel Kauaʻi vor.[14][9]
- Cyrtandra weberi B.L.Burtt: Dieser Endemit kommt nur in Sabah vor.[14]
- Cyrtandra wentiana Lauterb.: Dieser Endemit kommt nur in Irian Jaya vor.[14]
- Cyrtandra wichmanniana Schlechter (Syn.: Cyrtandra wichmanniana Schlechter nom. nud.): Sie kommt nur in Irian Jaya vor.[14]
- Cyrtandra widjajae Karton.: Sie wurde 2014 erstbeschrieben und bisher nur in den Mekongga Bergen im Rante Angin Distrikt in der südöstlichen Provinz Sulawesis gefunden.[12]
- Cyrtandra wilhelmensis P. van Royen: Sie kommt nur in Neuguinea vor.[14]
- Cyrtandra winkleri Lauterb.: Sie kommt nur in Borneo vor.[14]
- Cyrtandra woodsii B.L.Burtt: Dieser Endemit kommt nur in Sarawak vor.[14]
- Cyrtandra xanthantha A.C.Sm.: Dieser Endemit kommt nur auf der Fidschi-Insel Viti Levu vor.[14]
- Cyrtandra yaeyamae Ohwi (Syn.: Cyrtandra cumingii var. yaeyamae (Ohwi) Hatusima, Cyrtandra iriomotensis Masamune): Sie kommt nur auf der japanischen Insel Iriomote und den Ryūkyū-Inseln vor.[14]
- Cyrtandra zamboangensis Merr.: Sie kommt nur auf der philippinischen Insel Mindanao vor.[14]
- Cyrtandra zippelii C.B.Clarke: Sie kommt vielleicht in Java vor.[14]
- Cyrtandra zollingeri C.B.Clarke: Sie kommt nur in Java vor.[14]

## Besonderheiten bei vielen hawaiischenCyrtandra-Arten
Die auf Hawaii vorkommenden Arten sind oft gut an die Besiedlung von Rohböden nach vulkanischen Eruptionen angepasst, diese Arten werden dort „haʻiwale“ oder „kanawao keʻokeʻo“ genannt. Besonders eine Gruppe dieser hawaiischen Arten sind oft schwierig zu bestimmen, da sie sich höchst polymorph entwickeln und leicht untereinander hybridisieren. Durch St. John erfolgten 1987–1988 für Hawaii Erstbeschreibungen von über 250 Arten, realistisch kommen in Hawaii aber nur etwa 60 Arten vor. Dieser extreme Polymorphismus resultiert aus extensiver interspezifischer und meist intersektionaler Hybridbildung.
Es wurde festgestellt, dass viele in der Gattung Cyrtandra beschriebene Taxa Hybriden sind, diese Taxa gelten als Synonyme: Cyrtandra acuminifolia H.St.John & Takeuchi, Cyrtandra adine H.St.John, Cyrtandra ahome H.St.John, Cyrtandra alata H.St.John & Storey, Cyrtandra alnea H.St.John, Cyrtandra ambigua (Hillebrand) H.St.John & Storey, Cyrtandra arcuata H.St.John, Cyrtandra arguta (A.Gray) C.B.Clarke, Cyrtandra arguta var. membranacea (Rock) Skottsb., Cyrtandra ataute H.St.John, Cyrtandra atomigyna H.St.John & Storey, Cyrtandra austrohiloensis H.St.John, Cyrtandra axilliflora H.St.John & Storey, Cyrtandra basipartita H.St.John, Cyrtandra basirotundata H.St.John & Takeuchi, Cyrtandra biformalis H.St.John & Takeuchi non St.John, Cyrtandra bishopii H.St.John, Cyrtandra brunnea H.St.John, Cyrtandra calpidicarpa var. distincta H.St.John & Takeuchi, Cyrtandra capitata H.St.John, Cyrtandra carina H.St.John, Cyrtandra carinata H.St.John & Storey, Cyrtandra catenulata H.St.John, Cyrtandra catenulata H.St.John & Takeuchi non St.John, Cyrtandra caudatisepala H.St.John, Cyrtandra caulescens Rock, Cyrtandra chartacea H.St.John & Storey, Cyrtandra chartacea H.St.John non St.John & Storey, Cyrtandra chartiformis H.St.John, Cyrtandra christophersenii H.St.John & Storey, Cyrtandra cladantha Skottsb., Cyrtandra conferta H.St.John, Cyrtandra conradtii Rock, Cyrtandra crassichartacea H.St.John, Cyrtandra crassifolia (Hillebrand) Rock, Cyrtandra crassior H.St.John & Storey, Cyrtandra cupuliformis H.St.John & Storey, Cyrtandra cuspidata H.St.John & Takeuchi, Cyrtandra dasygyna H.St.John & Takeuchi, Cyrtandra deltoidea H.St.John, Cyrtandra deorsa H.St.John & Takeuchi, Cyrtandra depressa H.St.John, Cyrtandra depressa H.St.John & Takeuchi non St. John, Cyrtandra ellipticifolia H.St.John, Cyrtandra epiphytica H.St.John, Cyrtandra exilis H.St.John, Cyrtandra ferrea H.St.John & Takeuchi, Cyrtandra ferrocolorata H.St.John, Cyrtandra ferruginosa H.St.John & Storey, Cyrtandra forbesii H.St.John & Storey, Cyrtandra fosbergii H.St.John & Storey, Cyrtandra fruticosa H.St.John, Cyrtandra fusata H.St.John & Takeuchi, Cyrtandra georgiana C.Forbes, Cyrtandra glabriflora H.St.John, Cyrtandra glabriflora H.St.John & Takeuchi non St.John, Cyrtandra glenwoodensis H.St.John nom. inval., Cyrtandra grayana var. linearifolia Rock, Cyrtandra grossecrenata H.St.John & Storey, Cyrtandra haikuensis H.St.John & Takeuchi, Cyrtandra hesperia H.St.John, Cyrtandra hillebrandii Oliver ex Hillebrand non C.B.Clarke nec Vatke, Cyrtandra hiloensis H.St.John, Cyrtandra honolulensis Wawra, Cyrtandra hosokae H.St.John & Storey, Cyrtandra humifusa H.St.John, Cyrtandra imparilis H.St.John & Takeuchi, Cyrtandra infraglabra H.St.John, Cyrtandra infundibuliformis H.St.John, Cyrtandra ise H.St.John, Cyrtandra kaalae H.St.John & Storey, Cyrtandra kahanaensis H.St.John & Storey, Cyrtandra kahukuensis H.St.John & Storey, Cyrtandra kaiholenaensis H.St.John, Cyrtandra kaluanuiensis H.St.John, Cyrtandra kamooaliiensis H.St.John & Takeuchi, Cyrtandra kaneoheensis H.St.John, Cyrtandra keanaeensis H.St.John, Cyrtandra kipahuluensis H.St.John, Cyrtandra kipapaensis H.St.John & Storey, Cyrtandra koolauensis H.St.John & Storey, Cyrtandra kremnes H.St.John & Takeuchi, Cyrtandra kukuiensis H.St.John, Cyrtandra laevis H.St.John, Cyrtandra lalaensis H.St.John, Cyrtandra lessoniana var. pachyphylla Hillebrand, Cyrtandra ligulata H.St.John, Cyrtandra longicalyx H.St.John, Cyrtandra malacophylla C.B.Clarke, Cyrtandra mannii H.St.John & Storey, Cyrtandra mapulehuensis H.St.John, Cyrtandra monadantha H.St.John, Cyrtandra noie H.St.John, Cyrtandra nuda H.St.John, Cyrtandra nutans H.St.John, Cyrtandra obliqua H.St.John, Cyrtandra oblonga H.St.John, Cyrtandra obmalaris H.St.John, Cyrtandra olivacea H.St.John, Cyrtandra oliveri Rock, Cyrtandra opaeulae H.St.John & Storey, Cyrtandra opposita H.St.John & Takeuchi, Cyrtandra oulophylla H.St.John & Storey, Cyrtandra ovalifolia H.St.John & Takeuchi, Cyrtandra ovalis H.St.John & Takeuchi, Cyrtandra paloloensis H.St.John & Storey, Cyrtandra paludosa var. alnifolia Hillebrand, Cyrtandra paludosa var. kohalaensis H.St.John, Cyrtandra paris H.St.John, Cyrtandra paritiifolia Hillebrand, Cyrtandra partita H.St.John, Cyrtandra pearsallii H.St.John, Cyrtandra perlmanii H.St.John, Cyrtandra phaie H.St.John, Cyrtandra piaensis H.St.John & Takeuchi, Cyrtandra pickeringii var. crassifolia Hillebrand, Cyrtandra pickeringii var. honolulensis (Wawra) Rock, Cyrtandra pickeringii var. latifolia Skottsb., Cyrtandra piligyna H.St.John & Storey, Cyrtandra pilosula H.St.John, Cyrtandra platyphylla var. brevipes Skottsb., Cyrtandra platyphylla var. membranacea Rock, Cyrtandra platyphylla var. parviflora Rock, Cyrtandra platyphylla var. stylopubens Rock, Cyrtandra plurifolia H.St.John & Storey, Cyrtandra poamohoensis H.St.John & Storey, Cyrtandra polyantha var. ambigua (Hillebrand) Rock, Cyrtandra prasina H.St.John nom. illeg. non St.John, Cyrtandra prorsiflora H.St.John & Takeuchi, Cyrtandra pubens H.St.John, Cyrtandra pukeleensis H.St.John & Takeuchi, Cyrtandra pupukeaensis H.St.John & Storey, Cyrtandra quinqueflora H.St.John & Takeuchi, Cyrtandra ralla H.St.John, Cyrtandra ramosissima Rock, Cyrtandra recurrems H.St.John, Cyrtandra reflexa H.St.John & Storey, Cyrtandra rockii H.St.John & Storey, Cyrtandra rotundata H.St.John & Takeuchi, Cyrtandra scabrella C.B.Clarke, Cyrtandra scapiflora H.St.John & Takeuchi, Cyrtandra simulata H.St.John, Cyrtandra skottsbergii H.St.John & Storey, Cyrtandra stemmermannae H.St.John, Cyrtandra stenohede H.St.John, Cyrtandra straminea H.St.John, Cyrtandra subaequalis H.St.John & Takeuchi non St.John, Cyrtandra subcordata H.St.John, Cyrtandra subcoriacea H.St.John, Cyrtandra subintegra H.St.John, Cyrtandra subrubra H.St.John & Takeuchi, Cyrtandra subsolana H.St.John, Cyrtandra sylvestris H.St.John, Cyrtandra tantalusensis H.St.John & Takeuchi, Cyrtandra ternata H.St.John, Cyrtandra triados H.St.John & Takeuchi non St. John, Cyrtandra triangularis H.St.John, Cyrtandra triens H.St.John & Takeuchi, Cyrtandra trifida H.St.John, Cyrtandra triflora var. ambigua Hillebrand, Cyrtandra triflora var. arguta A.Gray, Cyrtandra trina H.St.John, Cyrtandra trite H.St.John, Cyrtandra turbiniformis H.St.John & Storey, Cyrtandra umbelliflora H.St.John, Cyrtandra umbracculiflora Rock, Cyrtandra ustulata H.St.John, Cyrtandra villicalyx H.St.John & Storey, Cyrtandra villicalyx var. pubentigyna H.St.John & Storey, Cyrtandra villifera H.St.John & Takeuchi, Cyrtandra villosiflora H.St.John, Cyrtandra villosula H.St.John, Cyrtandra waiakeaensis H.St.John, Cyrtandra waihoiensis H.St.John, Cyrtandra wailupeensis H.St.John & Takeuchi, Cyrtandra waipioensis H.St.John.

## Weiterführende Literatur
- H. Atkins, Q. C. B. Cronk: The genus Cyrtandra (Gesneriaceae) in Palawan, Philippines. In: Edinburgh Journal of Botany. 58. Jahrgang, 2001, S. 443–458.
- Franz Fukarek, Siegfried Danert, Peter Hanelt et al.: Urania-Pflanzenreich in 4 Bänden, Band 2, S. 275–278. Urania-Verlag, Leipzig Jena Berlin 1994, ISBN 3-332-00497-2.
- Yohan Pillona, Jennifer B. Johansena, Tomoko Sakishimaa, Eric H. Roalsonb, Donald K. Pricea, Elizabeth A. Stacya: Gene discordance in phylogenomics of recent plant radiations, an example from Hawaiian Cyrtandra (Gesneriaceae). In: Molecular Phylogenetics and Evolution, Volume 69, Issue 1, Oktober 2013, S. 293–298. doi:10.1016/j.ympev.2013.05.003
- Hannah J. Atkins, G. L. C. Bramley, J. R. Clark: Current knowledge and future directions in the taxonomy of Cyrtandra (Gesneriaceae), with a new estimate of species number. In: Selbyana, Volume 31, Issue 2, 2013, S. 157–165.
- Hannah J. Atkins, G. L. C. Bramley, R. T. Pennington, J. E. Richardson, M. Hughes: Systematics and Biogeography of Cyrtandra (Gesneriaceae) in Sulawesi, Indonesia: Poster des Royal Botanic Garden, Edinburgh.
- Hannah J. Atkins, Gemma L. C. Bramley, J. R. Clark. The taxonomy of Cyrtandra (Gesneriacaeae): current knowledge, future directions. In: J. R. Clark (Hrsg.): Proceedings of the World Gesneriad, 2013. S. 157–165.
- B. L. Burtt: A survey of the genus Cyrtandra (Gesneriaceae). In: Phytomorphology, Golden Jubilee 2001, S. 393–404.

- Karte mit allen verlinkten Seiten:
- OSM |
- WikiMap